# Velm (Gemeinde Himberg)
Velm ist ein Ort und eine Katastralgemeinde der Marktgemeinde Himberg im niederösterreichischen Bezirk Bruck an der Leitha.

## Geographie und Nachbargemeinden
| Achau       | Himberg   | Gutenhof       |
| Münchendorf | Kompass   | Ebergassing    |
| Badeseen    | Moosbrunn | Gramatneusiedl |

## Historische Bezeichnungen des Ortes
Velwen, Velwaren, Vavar, Vallera, Avlua, Velben, Vöhling, Fälling, Felling, Velmb – daraus entstand letztlich der Ortsname Velm. Die Ortsbezeichnung dürfte etymologisch mit dem Wort für Weiden (früher in Mundart genannt „Felberbäume“) in Zusammenhang stehen. Der erstbekannte Besitzer dieses Namens, ein gewisser Ulrich der Velber wird, 1370 urkundlich erwähnt. Er hat vermutlich, wie seinerzeit üblich, seinem Taufnamen den Ortsnamen angefügt. Allerdings vertritt Leopold Rupp zur Entstehung des Ortsnamens folgendes: „Es verdankt seinen Namen dem gleichnamigen Geschlechte, einem erloschenen Salzburger Uradel (aus der Gegend von Mittersill, Anm.) aus dem Stammhause Felm (Fellwer, Fellinger)“.

### Die Entstehung des Ortes
Den Velmer Ortskern bildet die Hauptstraße, wo sich die ältesten Gebäude des Ortes befinden. Velm war einst ein Straßendorf, links und rechts der Straße wurden die Häuser samt Höfen errichtet. Ausgangspunkt war das Schloss, zugleich Herrschaftssitz. Es bekam Hausnummer 1. Im Jahr 1820 wurden erstmals Velmer Grundstücke als Parzellen bezeichnet. Erste Straßenschilder und Hausnummern entstanden erst gegen 1900.
Rund um Velm gibt es seit den 1960er-Jahren zahlreiche Badeteiche, diese stehenden Gewässer sind aus ehemaligen Schottergruben entstanden.
- Neuhofsee I+II
- Schneidergraben-See I+II
- Bauersee
- Blahasee
- Fasanensee
- Kienersee I+II

- (Dürrsee, Babenbergersee I+II, Birkensee, Gemeindesee liegen im Gemeindegebiet von Münchendorf)

### Miozän (Jungtertiär)
In einer früheren Sandgrube im „Käfertal“ hat ein Paläontologe neben zahlreichen anderen Fossilien fossile Landschneckeneier gefunden, die er stratigraphisch in das Pontium (oberstes Miozän, Neogen) stellte. Damit handelt es sich um die ältesten fossilen Schneckeneier Mittel- und Osteuropas.

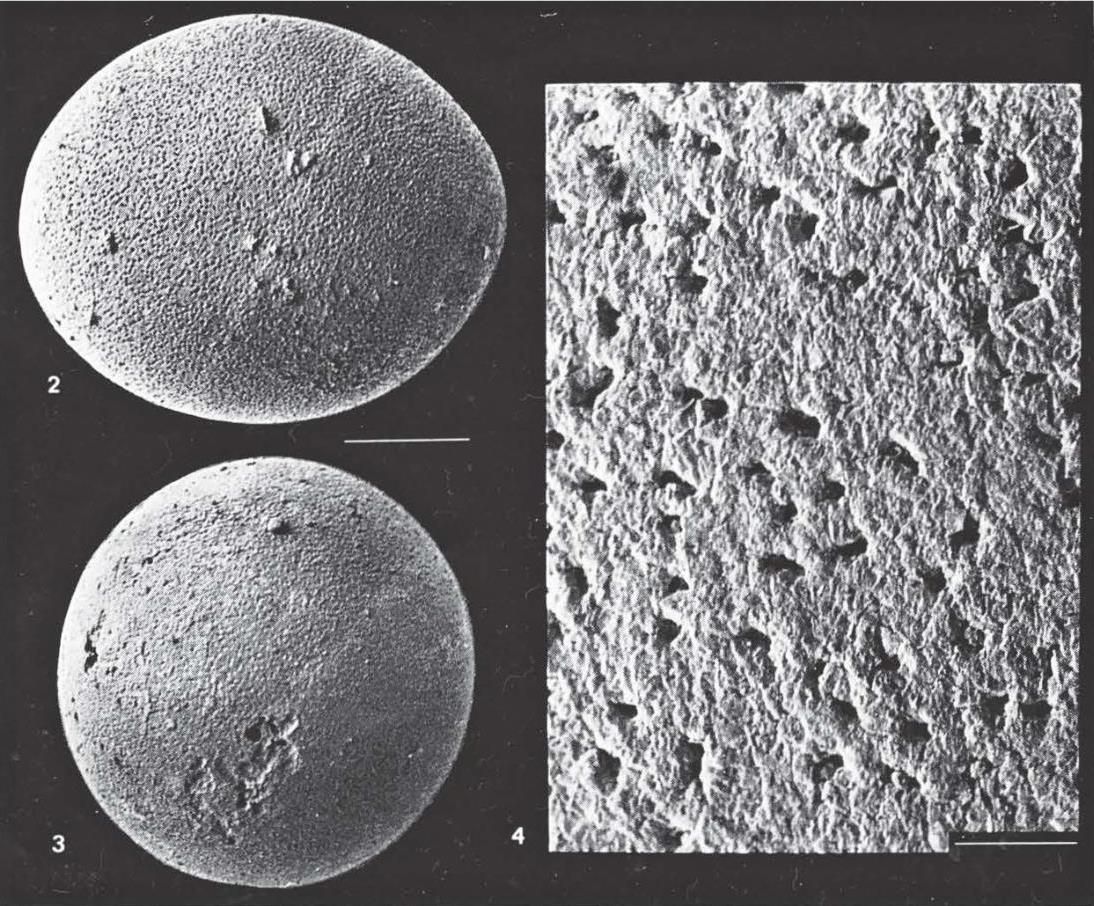
Fossile Schneckeneier (? Leucochroopsis kleini (KLEIN)) aus Velm (Niederösterreich). - 2) liegend; 3) auf die Längsachse gestellt; 4) Schalenoberfläche. - Der Maßstab entspricht bei Abb. 2-3 400 μ, bei Abb. 4 40 μ.

### Mittlere Jungsteinzeit (Mittelneolithikum): ~ 5.–3. Jt. v. Chr.
Auf einem Acker in der Flur Breunloiben (Parz. 371/5, 313/2, 313/1), zwischen Neuhofsee II und Schneidergrabensee, befindet sich eine dreifache mittelneolithische Kreisgrabenanlage (KGA). Im Rahmen eines archäologischen Forschungsprojekts (Lehr- und Forschungsgrabung), beauftragt durch das Ludwig Boltzmann Institut, unter der Leitung von Wolfgang Neubauer, wurden im Jahr 2019 Ausgrabungsarbeiten an der KGA Velm durchgeführt. Ziel war es, den Aufbau, die Datierung des äußeren Grabens und naher, bekannter prähistorischer Gebäudestrukturen zu erforschen. So wurden ein Teil des äußeren Grabens und eines von mehreren nahen prähistorischen Häusern freigelegt. Es wurde festgestellt, dass dieses Haus aus der Lengyel-Kultur stammt. Es wird auf ca. 4700–4550 v. Chr. datiert und kann somit, wie der Kreisgraben selbst, dem Mittelneolithikum zugeordnet werden. Unter den zahlreichen Funden befinden sich bemalte Tonscherben etwa gleicher Datierung. Der in der Nähe des lengyelzeitlichen Hauses gefundene Schädel stammt jedoch aus der Frühen Bronzezeit (ca. 1800–1600 v. Chr.). Ein besonders gut erhaltenes Baumstück, das im Zuge der Ausgrabungen freigelegt wurde, stammt vom Ende der Eiszeit (ca. 10000 v. Chr.) und ist somit bedeutend älter. Seit Abschluss der Ausgrabungen wird dieses Areal wieder landwirtschaftlich genutzt.

### Späte Jungsteinzeit (Endneolithikum), Bronzezeit und Eisenzeit: ~ 3. Jt.–15. v. Chr.
Im Bereich der Flur „Alte Gottesäcker“ lassen Hinweise von Luftbildern und Streufunde auf eine Besiedlung während der späten Jungsteinzeit und der Bronzezeit schließen. In der Ried „Hauslüsse“ wurde im Jahr 1943 eine birnenförmige Lanzenspitze aus Bronze gefunden, die aus der späten Bronzezeit (1200–800 v. Chr.) stammt. Auch drei Gräber aus der Keltenzeit (späte Eisenzeit, ca. 500–15 v. Chr.) sind bekannt. Sie wurden in den Jahren 1906–1910 ergraben. Eines davon befand sich auf dem Acker des Bauern Buchberger an der Straße nach Gutenhof.

### Römerzeit: 15 v. Chr.–5. Jh. n. Chr.
Auf dem Gebiet von Velm sind aus der Römerzeit sowohl Siedlungsspuren als auch zwei Bestattungsplätze bekannt (Siedlungsspuren in den Fluren „Alte Gottesäcker“ und „Felder ober dem Dorfe“, Bestattungsplätze in den Fluren „Käfertal“ bzw. „Schafstand“). Die Gräber wurden bei archäologischen Ausgrabungen Ende 19. und Anfang 20. Jh. entdeckt. Den ersten Fund stellte ein 1845 ergrabener römischer Grabstein dar. Er war als Teil eines spätantiken Steinplattengrabes wiederverwendet worden. Der Stein wurde 1855 beim Bau der Kirche in deren Mauer eingelassen und ist heute unter Putz verborgen. Weitere römerzeitliche Funde sind verstreut in den Depots des Kunsthistorischen Museums Wien (eine Portraitstele aus dem 1. Jh., ein Grabrelief, das ein Ehepaar beim Totenopfer zeigt aus dem 1.–2. Jh. sowie eine wiederverwendete vermutliche Sarkophagfront mit Inschrift), des Museums Carnuntinum, Hainburg (Fragment der Porträtstele einer Familie und Fragment einer Grabinschrift) und des Museums in Mannersdorf am Leithagebirge (Relief einer Dienerin mit Spindel, 1.–2. Jh., gefunden in sekundärer Verwendung in einem spätröm. Grab) aufbewahrt.

### 12.–14. Jahrhundert
Historisch fassbar wird Velm zu Beginn des Hochmittelalters, während der Entstehungszeit der Feste Himperg in den Jahren ~1115 bis 1118 unter den Babenbergern. 1117 schenkte ein gewisser Gampo alle Güter zu Velwen dem Stift Klosterneuburg.
Die erste urkundliche Erwähnung Velms in der Schreibweise Velwen an der Piesinike (Piesting) erfolgte 1120, um die nordöstliche Grenze der Pfarre Traiskirchen gemeinsam mit den umliegenden Orten Schranawand, Moosbrunn und Gramatneusiedl zu bestimmen. Im Zeitraum 1122–1136 wurde der Ort Velewen in weiteren Urkunden erwähnt. So heißt es z. B. in der Himberger Chronik, dass Gumpo von Medelic (Mödling) neben dem Altar der hl. Maria zu Neuenburch (Klosterneuburg) mit Zustimmung des Markgrafen zusätzlich 16 Joch und einen Hof in Velewen übergibt.
1206 war Velm bereits eine Pfarre, was aus einer Urkunde Leopold des Glorreichen hervorgeht. Der Babenberger Herzog Friedrich II. schenkte 1232 dem Abt des Klosters Maria Zell (gemeint ist Klein Mariazell in NÖ.) ein 1/2 Lehen bei Felling. Als Urkundzeugen scheinen Irenfridus von Hintperg (Himberg) und seine Brüder Chunradus und Ulricus auf. Diese Schenkung ist bereits im ersten Urbar des Stifts Klosterneuburg aus dem Jahr 1258 erfasst. Weiters ist aufgezeichnet worden, dass aus diesem Besitz in Velgen ein Einkommen von 5 tal. (1 Talent = 150 Kilogramm) Denar erzielt wurde. Nachweisbar ist auch eine weitere Schenkung, die den Ort Velm betrifft: Nämlich jene von Ofemia, Witwe von Rudolf von Potendorf (seinerzeit Offiziales von Velben), die dem Heiligengeistspital zu Wien eine Wiese, die bei der Fischa liegt, vermacht (oftmals wurde zu dieser Zeit Fischa mit Kalter Gang verwechselt).
In einem Archivregister der österreichischen Landesfürsten aus den Jahren 1310–1314, in dem die Grundstücksverpfändungen vermerkt sind, scheint Herzog Friedrich der Schöne als Landesherr und als Besitzer des Hofes Veliben auf. Der Herzog verpfändet an einen gewissen Eticho und seinen Erben 12 Schilling Einkünfte von diesem Hof so lange, wie Herr Trensch die Burg in Himberg vom selben Herzog besitzt. Aus dem Jahre 1360 sind in einer Verkaufsurkunde weitere Besitzer eines Lehens zu Velben angeführt.
Wolf der Kramer von Herzogenburg und Herzog Albrecht III. schenkten im Jahr 1371 den Zehent von Velm dem Bürgerspital zu Wien. Gegen Ende des 14. Jh. brach im Dorf die Pest aus und forderte unzählige Todesopfer.

### 15.–16. Jahrhundert
Eindringlinge aus dem Osten vorwiegend Ungarn fügten dem Dorf um 1400 sehr starke Schäden zu. Achaz von Velben (gest. 1420) ein Hubmeister in Österreich und zugleich Herzog Wilhelms „großer Schenk“ bekennt diesen Umstand öffentlich in seinen Briefen aus den Jahren 1408 + 1411. Er gab letztendlich 1441 den endgültigen Ortsnamen Velm (in der Volkssprache damals „Felling“ genannt).
Im ersten Grundbuch des Marktes Himberg aus dem Jahre 1499 findet sich die Eintragung, dass „das Dorf Velden öd liegt und mit der Obrigkeit zur Herrschaft Himberg gehört“. Es ist darin auch vermerkt: … dass es noch Holden anderer Herren gibt: Schönauer 9 Holden, Fronauer 3 Holden. Die anderen gehören der königlichen Majestät Herrschaft gen Hymmperg. Berichte aus 1530 besagen, dass in Velm 6 Holdenhäuser bewirtschaftet werden. In den Jahren rund um die Erste Wiener Türkenbelagerung 1529 dürfte Velm jedoch völlig zerstört, die Bevölkerung vertrieben oder ermordet worden sein. Eine Grundbucheintragung aus 1546 belegt, dass der Hof „jeco öd ligt“.
Ein Bericht in den Vizedomischen (Landesverwaltung) Büchern aus 1562 belegt eine Wiederbesiedlung in Velm: Das Dorf ist „ödt“ gewesen und die Gemeinde hat einige Gründe wieder urbar gemacht. Da die Landfürsten im Jahr 1590/91 die Auflistung der Eigentumsverhältnisse samt Feuerstätten vom gesamten Land Niederösterreich angeordnet hatten, gibt für diese Jahre genaue Aufzeichnungen über die damaligen Besitzverhältnisse: In Felling waren im Vizedomb 24 Güter und ein Hof, der dem Bürgerspital zu Wien gehörte. 1591 scheiterte eine „Verkaufung der Untertanen zu Felben samt Fischwasser“ von Leopold Hutstocker (Sohn des damaligen Wiener Bürgermeisters Christoph Hutstocker), da Kaiser Rudolf II. ein entsprechendes Ansuchen abwies.

### 17. Jahrhundert
Im Zuge der Kriegswirren von 1622 gab der damalige Landesfürst an Leonhart von Herberstain das 1/2 Lehen, die Urbarsteuer musste weiterhin dem Vizedomamt entrichtet werden. Zu dieser Zeit ging der Wein- und Getreide-Zehent an das Bürgerspital zu Wien. Nach dem Ableben Herberstains wurden diese Besitztümer mit Lehensbrief an dessen Bruder Ferdinand Freyherr zu Herberstain, Neuperguthag, Herrn auf Lancowic und Sierndorf, Erbkämmerer und Truchsess in Kärnten, verliehen. Noch im selben Jahr wurde das Besitztum an Tobias Helffriedt von Kayserstain zu Innernstain, römisch kaiserlicher Rat und Handt Grafen in Österreich und der Markgrafschaft Mähren, verkauft. Er erbaute 1654 die St. Thomas-Kapelle. Um 1679 raffte der schwarze Tod nahezu die gesamte Ortsbevölkerung nieder, lediglich 7 Männer überlebten.
Nach der Türkenvertreibung erließ Kaiser Leopold I. 1688 an das Vizedomamt eine Verordnung. wonach dem Verkauf „des halben Dorfes Velmb“ an Ludwig Colloredo, Grafen zu Walsen (Walsee), Geheimer Rath, Kämmerer und Leib Quardy Trapanten Hauptmann, unter gleichen Bedingungen, wie im Vertrag vom Jahre 1643 angeführt, zugestimmt wird.

### 18. Jahrhundert
Aus 1705 ist bekannt, dass Felling sowie die anderen umliegenden Nachbarorte nur die Hälfte an Mautgebühren abführen mussten. Als damaliger Besitzer erließ Peter Anton von Hilleprandt Freiherr von Prandau im Jahr 1725 Rechtsvorschriften (gen. Banntaiding) für die Orte Velmb und Guettenhoff, darin fanden sich die Rechte, Gewohnheiten, Pflichten und auch die Gebräuche angeführt, die zur damaligen Zeit großteils das Leben der Bewohner für diese beiden Ortschaften regelten. Am Ende des Ortes ließ er einen Ziegelofen errichten, gebrannte Ziegel mit der Kennzeichnung „H V“ (für Herrschaft Velm) wurden u. a. 1772 bei der Rauchenwarther Bründlkirche verbaut.
1743 erging an die „Unterthanen zu Velmb“ wegen der in Verzug geratenen Robotleistungen bei Androhung einer Geldstrafe der Erlass das königliche Heu umgehend nach Wien oder Laxenburg abzuführen. Das Heu wurde dennoch nicht eingebracht und sehr zum Leidwesen der kaiserlichen Majestät verdarb es auf den Wiesen. 1751 bestand Velmb aus 54 Wohnhäusern. Die Herrschaft Velm errichtete 1792 ein neues Schulhaus, in dem 1793 erstmals unterrichtet wurde.
Laut topographischem Landschematismus für NÖ. aus 1795 umfasste der Ort Vellm (auch Felling) an der Piesting hinter Himberg u. a. folgenden Bestand: Ein herrschaftliches Schloss, 61 Häuser. Die nächste Poststation ist in Laxenburg, die Pfarre in Moosbrunn, Werbebezirk des Deutschmeisterregiments, Landgericht Ebersdorf an der Donau (heute Kaiserebersdorf), Ortsobrigkeit und Grundherrschaft besitzt die Herrschaft Fellm.

### 19. Jahrhundert
Statistische Angaben aus 1817 berichten, dass es in Velm 59 freie Häuser mit 295 Einwohnern, eine Mühle, eine Schmiede, einen Schneider, zwei Schumacher und zwei Leinenweber gab. 1820 wurden erstmals für die Gemeinde Velm Parzellen angegeben, Grundstücksnummern kamen auf.
Die Gemeinde errichtete im Jahr 1825 ein Kleinhaus (früher auch Armenhaus genannt). Mit Bewilligung der Niederösterreichischen Regierung wurde 1829 die durch die „Unterdanen“ an die Herrschaft zu erbringende Robotleistung abgeschafft, die Ablöse des Robots für die Bevölkerung erfolgte über eine einmalige Abgeltung von 1200 Gulden durch die Gemeinde. Um 1830 bestand das Dorf aus 70 Häusern und 398 Einwohnern. Der Chronist Schweickhardt überliefert aus 1833 folgende Daten: 70 Häuser von 505 Personen bewohnt. Der Viehbestand zählt 101 Pferde, 94 Zugochsen, 200 Kühe und 3000 Schafe. Der Ort bildet eine Herrschaft bestehend aus den Dörfern Velm, Neuhof und Gutenhof. Die vorwiegend bäuerliche Bevölkerung betreibt hauptsächlich Ackerbau, entlang vom Kalten Gang befinden sich eine Mahlmühle, eine Fournierschneidemaschine und eine Tuch- und Kotzenwalke, weiters gibt es einen herrschaftlichen Ziegelofen und ein Gasthaus.
Anlässlich der unzähligen Brandkatastrophen erwarb Velm 1844 eine „Feuerspritzen sambt Zubehör“ um 400 Gulden bei einer Versteigerung im Brauhaus Himberg, diese wurde im Wirtschaftshof der Herrschaft eingestellt. 1848 wurde Velm eine freie Gemeinde und gehörte zum politischen Bezirk Wiener Neustadt mit dem zuständigen Bezirksgericht Ebreichsdorf. Velm bekam unter Freiherr von Sina zu Hodos & Kizda 1850 eine Spiritusfabrik (heute Brennereiweg Nr. 5). 1866 erwarb der gebürtige Engländer George Paul Bromflied Smallbones das Gut in Velm (als Güterdirektor des Fürsten Esterhazy). 1873 übernahm sein Sohn Paul Georg die Herrschaft, mit ihm endet der Adel in Velm.
1877 wurde die bestehende Mühle an das Ehepaar Hofbauer verkauft, welches stattdessen eine Börtelfabrik errichtete. Im Jahr 1886 wurde ein Schulhaus für zwei Klassen samt Lehrerwohnung erbaut. Ab 1897 bis 1938 wurde Velm dem politischen Bezirk Mödling zugeteilt. Im Jahr 1890 hat Velm 728 Einwohner gezählt, der Ort umfasst 85 Häuser.

### 20. Jahrhundert
Nach Paul George Smallbones Tod im Jahr 1900 musste sein Sohn Georg aus Liquiditätsgründen das Schloss verkaufen, es geht während des Ersten Weltkrieges an die Wiener Ankerbrotfabrik. Fritz Mendl und dessen Tochter Bettina führten die Herrschaft weiter und legten die größte Fasanerie Österreichs an. Um 1900 siedelten sich kleinere Elektrobetriebe in Velm an. Zeitgleich wurde auch eine Volkszählung durchgeführt und die bestehenden Häuser werden von da an mit Nummern versehen.
Seit 1919 ist Velm mit öffentlicher Straßenbeleuchtung ausgestattet. Zuerst wurden die Gemeindekanzlei und das örtliche Gemeindegasthaus an das Stromnetz angeschlossen, dafür wurde bis 1956 ein gemeindeeigenes Turbinenhaus betrieben. Viktor Kaplan erprobte erfolgreich am Kalten Gang 1919 seine Turbine bei der Strumpf- und Börtelfabrik Hofbauer. Seine Erfindung gilt als revolutionär und schrieb Geschichte für die Stromerzeugung aus Wasserkraft.
Eine erste Befestigung der Velmer Ortsstraße erfolgte in den Jahren 1926–1927 in Form einer Pflasterung.
Mit dem Anschluss Österreichs am 11. März 1938 in das Großdeutsche Reich wurde von den Nationalsozialisten Groß-Wien geschaffen. 97 Gemeinden im Umland Wiens, darunter auch Velm, bildeten gemeinsam mit den Gemeinden des Gerichtsbezirkes Schwechat, der Bezirkshauptmannschaft Bruck an der Leitha den 23. Wiener Gemeindebezirk mit der Bezeichnung „Bezirkshauptmannschaft Schwechat, XXIII Wiener Bezirk“. Die nächstgelegene Amtsstelle war in Gramatneusiedl untergebracht. Im Zweiten Weltkrieg war leider auch Velm Kriegsschauplatz, der Ort wurde während des Krieges stark beschädigt und verzeichnet viele Gefallene und Vermisste. Viele der damals bestehenden (oder alle?) Mühlen und Kleinbetriebe wurden im Krieg völlig zerstört. Nach der Okkupation 1938 übernahm die Bäckerinnung das Schlossgebäude, gefolgt von der Ankerbrot-AG 1945.
Nach Ende der Kriegshandlungen 1945 unterstützten die Velmer Bauern Leopold Figls Hilfsaktion „eine Lebensmittellieferung für die Wiener Kinder in Krankenhäusern“ und überbrachten Waren mit ihren Pferdefuhrwerken. Der Wiener Bürgermeister kam daraufhin persönlich nach Velm, um sich zu bedanken. Die Velmer ernannten ihn 1955 zum Ehrenbürger des Ortes. Im selben Jahr bekam Velm, als verlängerten Arm der Bezirksvorstehung, eine Ortsvorstehung. Diese wurde mit Vertretern aus der politisch stimmenstärksten Partei besetzt. Auch die zwangsweise Eingliederung nach Wien wurde wieder außer Kraft gesetzt. Erst mit Zustimmung der sowjetischen Besatzungsmacht wurde mit Wirksamkeit 1. September 1954 die Selbständigkeit aller betroffenen Gemeinden bestätigt. Velm wurde in der Folge dem neu geschaffenen politischen Bezirk Wien-Umgebung zugeteilt.
Mitte der 1950er-Jahre wurde die 1901 gegründete Drusch-Genossenschaft samt landwirtschaftlichem Casino geschlossen. Seit 1956 ist der Ort an das zentrale Stromnetz angeschlossen (Betreiber seit 2013 ist die Wiener Netze GmbH). Mitte der 60er-Jahre errichtete die Firma Elektrohansa in Velm ein Montagewerk für Elektro-Kleingeräte u. a. wurden bis 1976 Fernsehgeräte gefertigt und Plattenspieler komplettiert.
Die Bevölkerung Velms nahm deutlich zu: 1961 hatte Velm 477 Einwohner und 103 Häuser. In vergangenen Tagen hatte jeder Haushalt seinen privaten Brunnen für die Trinkwasserversorgung von Mensch & Tier. Erst ab Mitte der 1960er-Jahre wurde Velm zentral mit Trinkwasser versorgt, anfangs über Tiefbrunnen aus dem Wasserwerk in Moosbrunn, heute über die erste Wiener Hochquellenleitung.
Die Niederösterreichische Landesregierung stellte über einen Erlass 1967 den Schulbetrieb in Velm ein, damit endet der 1888 begonnene Betrieb der Velmer Volksschule. Heute besuchen die schulpflichtigen Kinder die Schulen im Nachbarort Himberg.
Am 1. Jänner 1971 beschloss der Gemeinderat mit Vertretung aus Velm und Himberg mit Zustimmung des Niederösterreichischen Landtages die freiwillige Vereinigung der Gemeinden unter dem Gemeindenamen „Marktgemeinde Himberg“.
1972 wurde der Ortskanalbau für Velm abgeschlossen. Zugleich wurde auch die örtliche Kläranlage in Betrieb genommen. Für Velm wurde aufgrund der lehmigen Bodenbeschaffenheit, die erhöhtes Oberflächenwasser begünstigt, ein getrenntes Leitungssystem für Niederschlags- und Schmutzwasser errichtet (nur vereinzelt als Mischwasserkanal zur Durchspülung des Fäkalienkanals). In Vorzeiten wurden die Abwässer über die Dorfrunse links und rechts der Hauptstraße in die Kreuzlacke geleitet, über den Velmer „Winkel“ (heute Bach mit Brücke) in die damalige Kirchenlacke, hinter dem Schloss wieder retour in den Schlossteich, der wiederum durch den Kalten Gang reguliert wird. Fäkalien wurden in früheren Zeiten in Fäkaliengruben oder Senkgruben gesammelt und gemeinsam mit dem Stallmist als Dünger auf den Feldern ausgebracht.
1978 wurde ein hochmodernes GPA Ausbildungs- und Erholungszentrum des Österreichischen Gewerkschaftsbundes im Beisein von Bundespräsident Rudolf Kirchschläger, Sozialminister Alfred Dallinger und Gewerkschaftspräsident Anton Benya eröffnet. Für dieses Bauprojekt wurden eigens im Schlosspark weitere Badesee angelegt, und mit den bereits bestehenden Schlossparkseen verbunden. Die Einspeisung und Frischwasserversorgung erfolgt über den nahe gelegenen Kalten Gang. Dieses gesamte Areal hatte ursprünglich eine Fläche von etwa 360.000 m² und umfasste die drei Schlosspark-Seen bis zur ehemaligen „Fabrik“.
Der Freizeitsportverein (kurz FSV) Velm feierte am 25. November 1980 seine Gründung. Im darauffolgenden Jahr wurde für den Sportbetrieb das dafür erforderliche Vereinshaus errichtet. 1990–1991 wurde das angrenzende Gelände um eine Tennisanlage, Spielwiese, Rodelhügel samt Parkplatz erweitert. Da ein Ausbau des bestehenden Gebäudes nicht möglich war, kam es 1999 zum Neubau des Vereinshauses auf der gegenüberliegenden Seite des Sportplatzes.

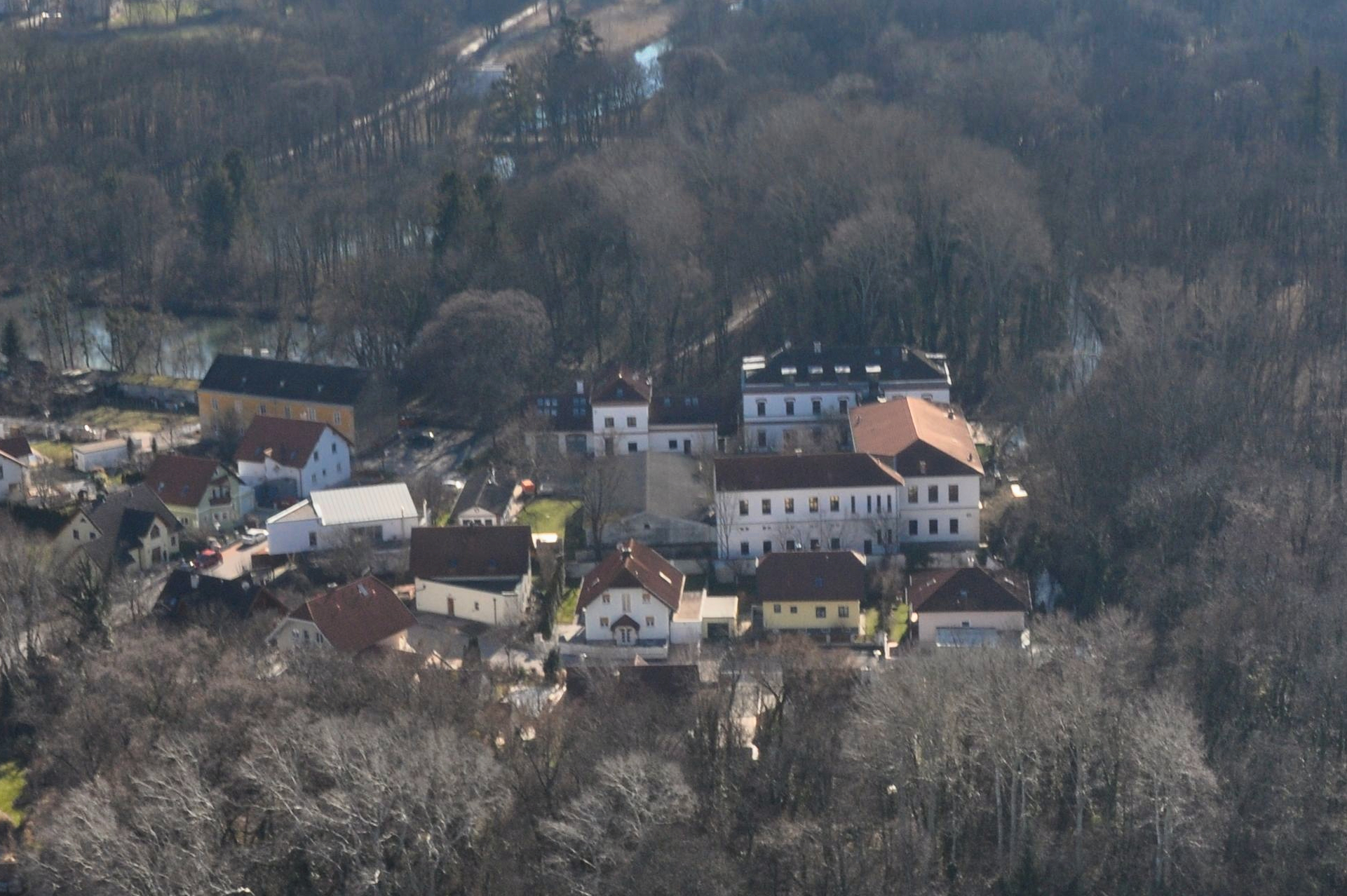
Ehem. Fabriksgebäude Fa. Hofbauer in Velm
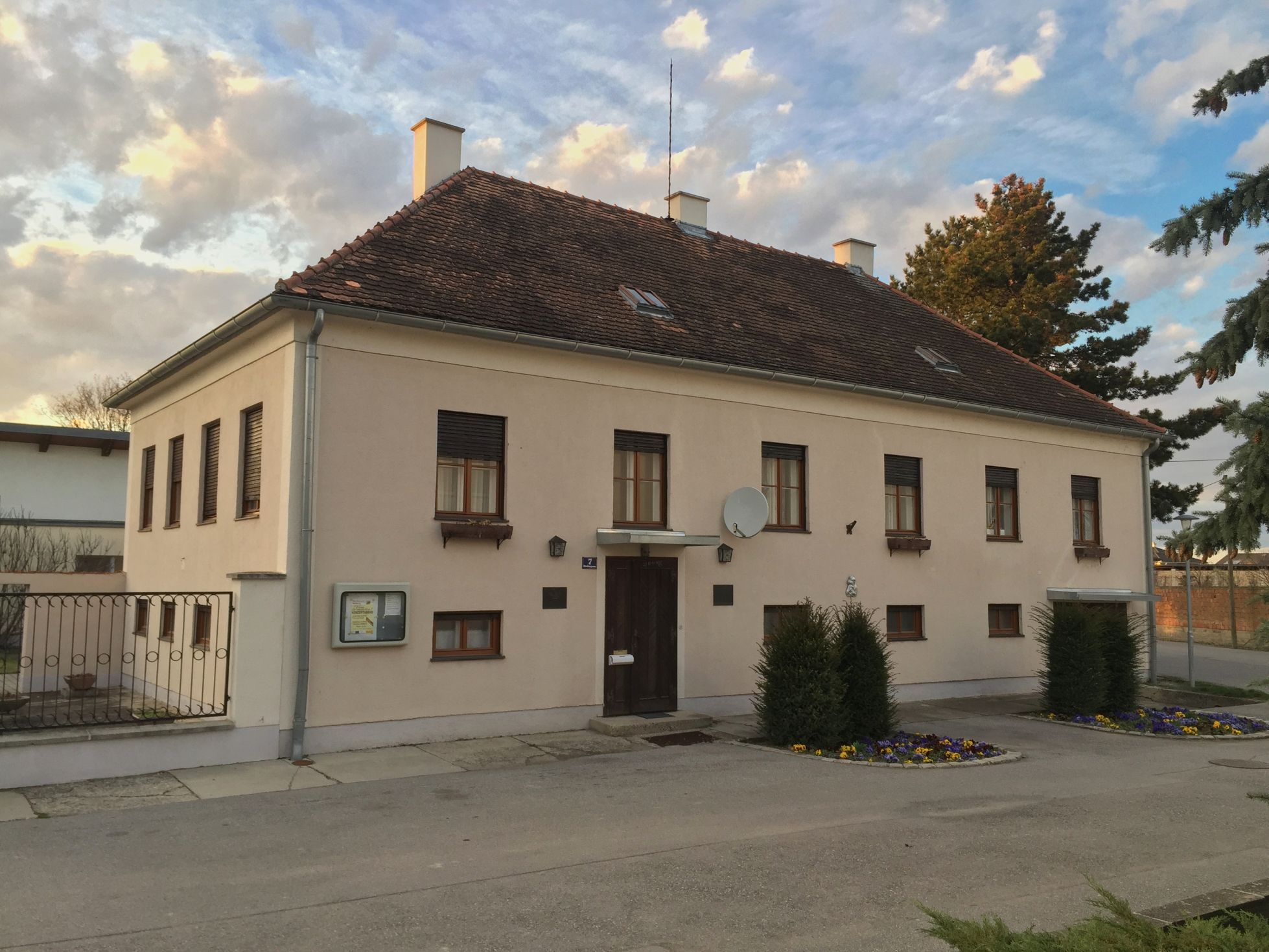
Priesterhaus Pfarre Velm

### 21. Jahrhundert
Aufgrund der steigenden Bewohnerzahlen entschied die Gemeindevertretung 2003 für den Ort Velm den Betrieb der örtlichen Kläranlage einzustellen und durch ein modernes Pumpwerk zu ersetzen. Seitdem erfolgt die Aufbereitung und biologische Reinigung der Abwässer über die Himberger Kläranlage. Direkt neben der Kirche gegenüber vom alten Pfarr- und Geistlichenhaus zu Velm wurde 2005 das Pfarrheim im Rahmen einer feierlichen Segnung eröffnet. Die Anschaffungskosten für den Bau des Gebäudes trugen die Diözese, Pfarre, Marktgemeinde Himberg und freiwillige Spender. Dieses Haus dient heute den Velmern als Veranstaltungsort für die unterschiedlichsten Feierlichkeiten.
Wegen mangelnder Rentabilität und Baufälligkeit wurde 2008 der Betrieb im GPA-Bildungszentrum eingestellt, die Immobilie samt Liegenschaft wurde an Immobilien-Gesellschaften veräußert.
In den letzten Jahren entstand auf diesem Gelände eine Vielzahl neuer Wohneinheiten teilweise mit Seezugang. Im Zuge dieses Verkaufs gelang es der Gemeindevertretung Himberg die beiden Naturseen im Schlosspark samt dem angeschlossenen Hain um einen symbolischen Wert von 1 € für die Velmer Bevölkerung zu erwerben. Heute ist dieses Gelände öffentlich zugänglich und ein beliebtes Natur- und Naherholungsgebiet für Spaziergänger.
Aufgrund des fortwährenden Zuzugs musste auch der örtliche Kindergarten entsprechend erweitert werden. 2009 zieht der Kindergarten um, der alte Kindergarten untergebracht im Erdgeschoß der ehemaligen Volksschule in der Velmerstraße hat ausgedient und wurde nach geschlossen (Kindergartenbetreuung in der Volksschule Velm von 1954–2008). Der neue moderne Landeskindergarten liegt in der Kirchengasse neben dem Sportplatz und wird nun mit zwei Gruppen geführt. Die „wabenartige“ Architektur verspricht für den Bedarfsfall eine einfache Erweiterung.

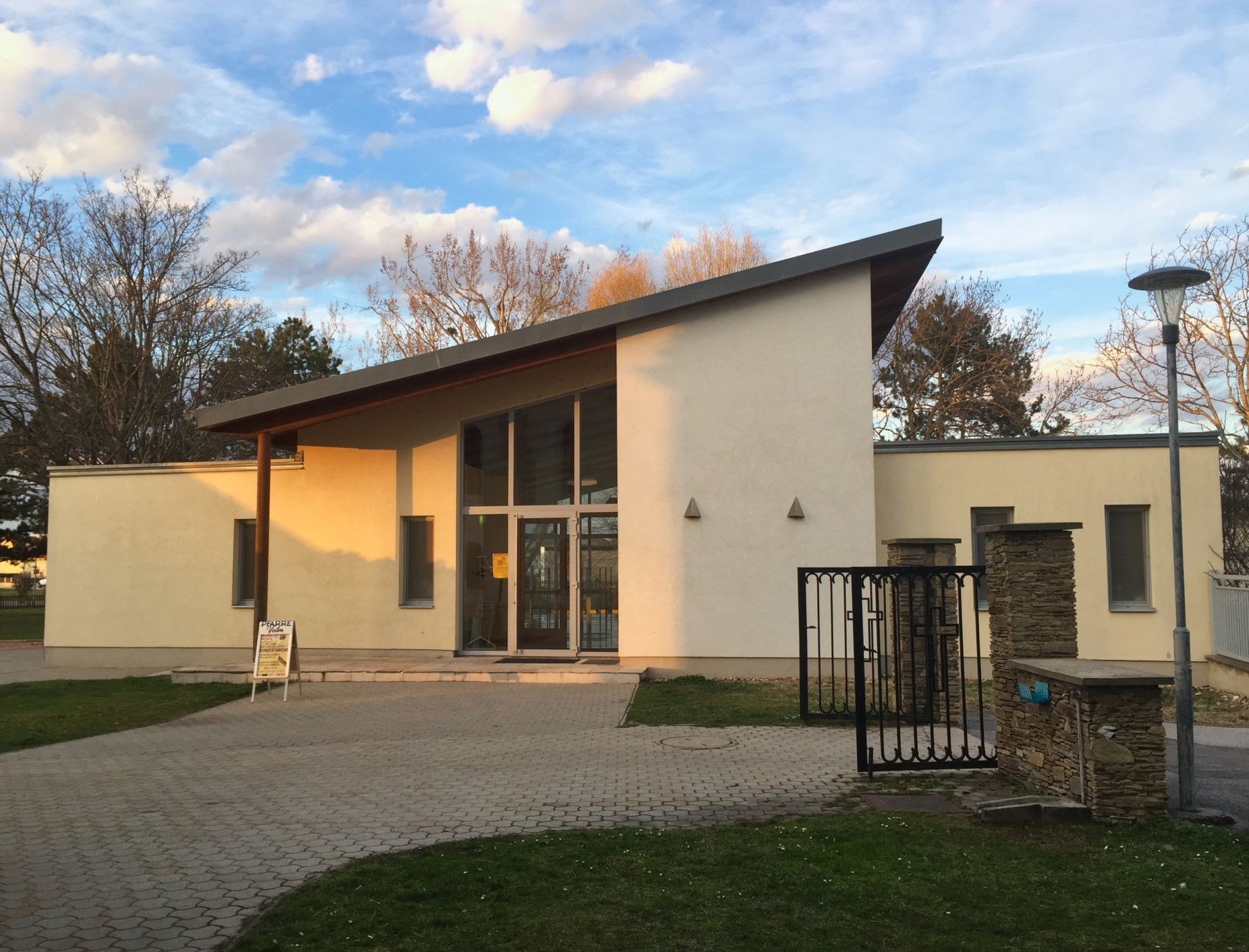
Pfarrheim (Foto 1)
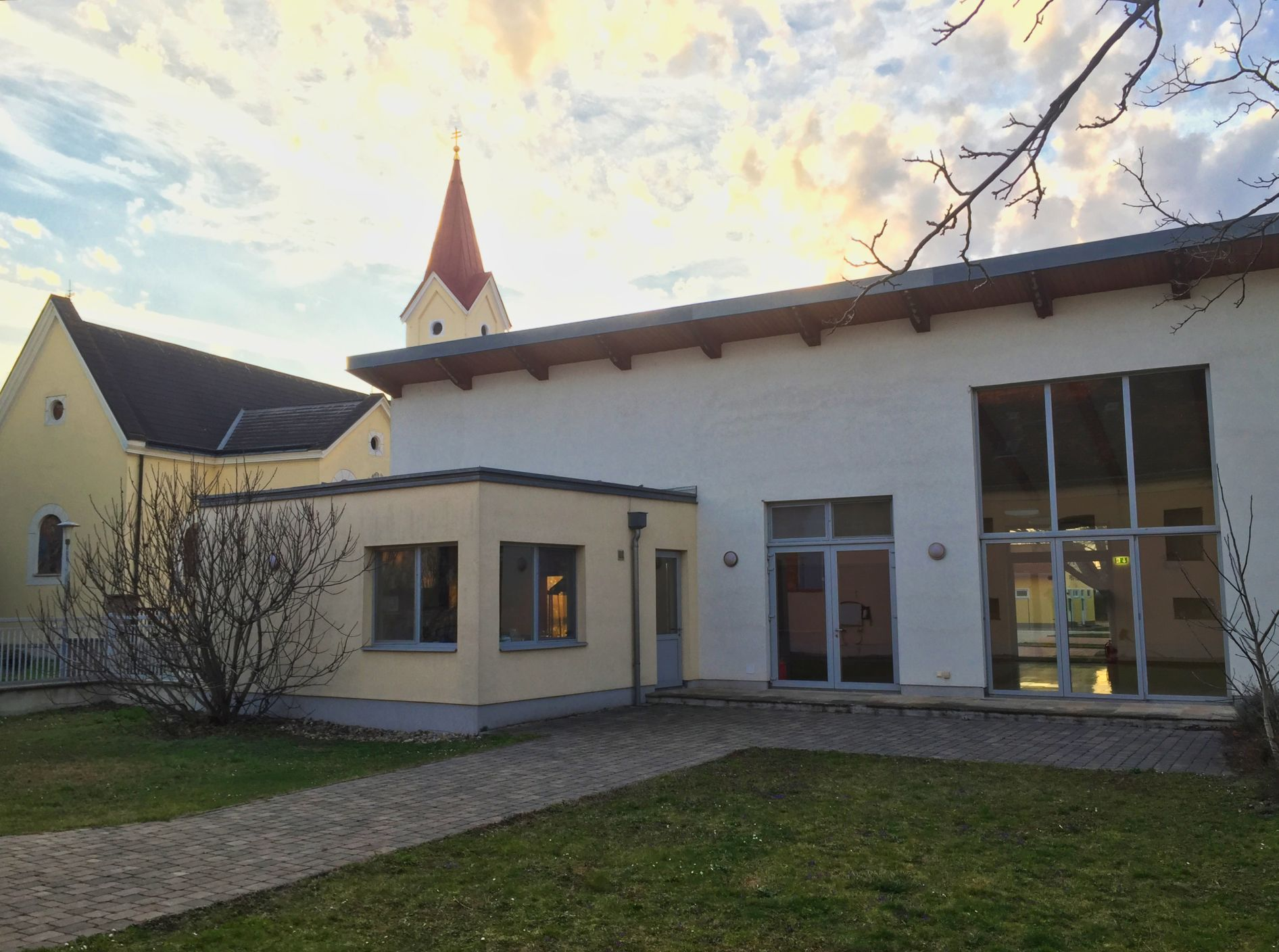
Pfarrheim (Foto 2)
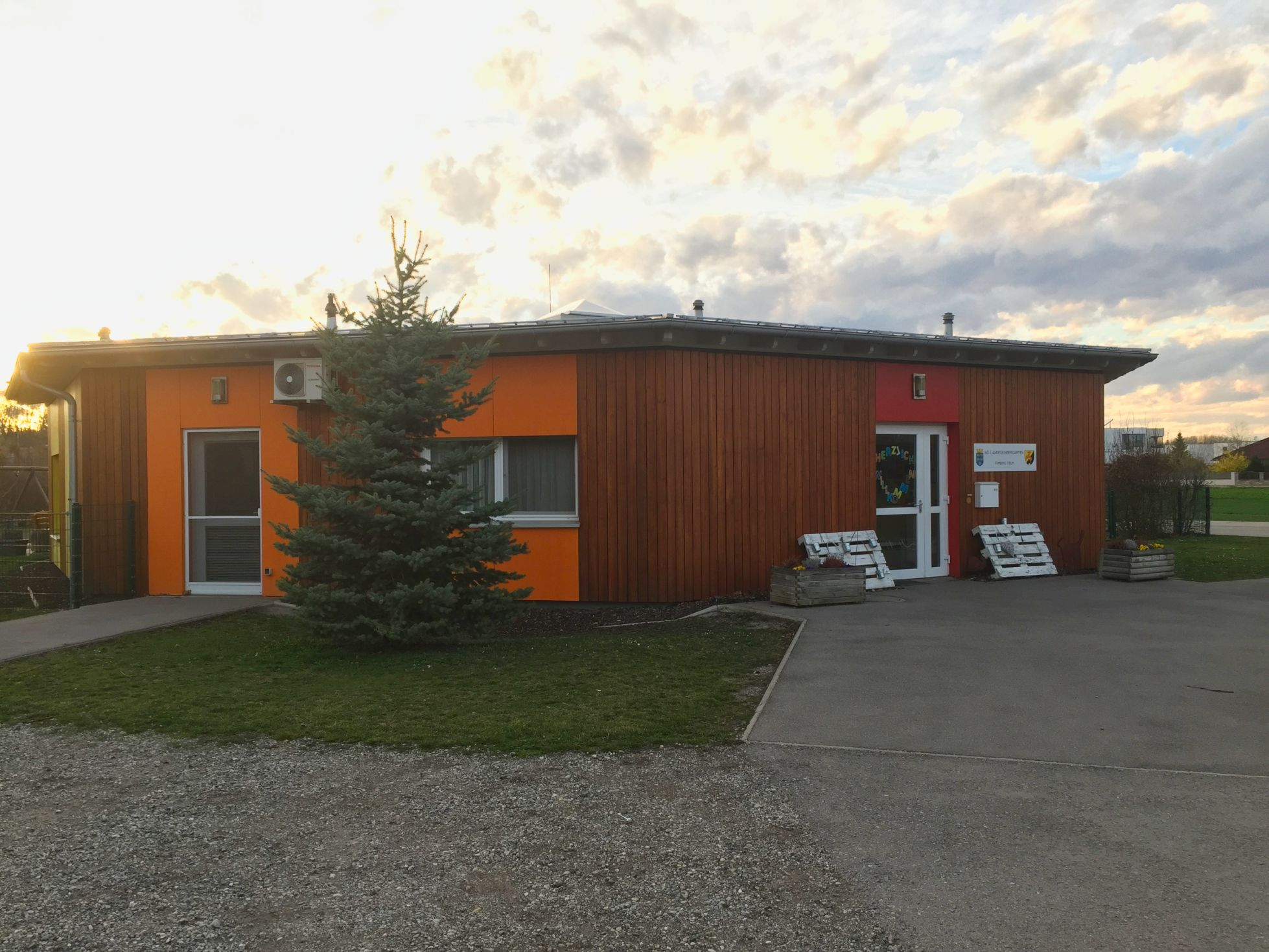
Kindergarten Velm ab 2009

### Zerstörung & Katastrophen
In den letzten Jahrhunderten ereigneten sich folgende Katastrophen in Velm

#### Seuchen
- 1381 wütet die Pest und forderte zahlreiche Todesopfer
- 1645: wieder bricht die Pest aus, der Ort wird wegen der „laidingen infection bannisiert“ (gesperrt)
- 1832 und 1866 bricht die Cholera im Dorf aus
- Mai – Juli 1973 herrscht in Velm die Maul- und Klauenseuche zeitweilig wird Velm abgeriegelt

#### Unruhen und Kriege
- 1411: Verwüstungen durch das Volk der Magyaren, die aus dem Osten vordringen
- 1529: Türkische Invasion und erste Türkenbelagerung, der Ort ist zur Gänze vernichtet
- 1622: Eindringlinge aus Ungarn brennen das Dorf erneut nieder
- 1683: während der zweiten Türkenbelagerung wird Velm in Brand gesetzt und die Gebäude nehmen schweren Schaden
- 1914–1918/1939–1945: Velm beklagt Tote und Vermisste in den beiden Weltkriegen

#### Brandkatastrophen und schwere Schicksale
- 1696: Erste bekannte Feuersbrunst in Velm
- 1813: Flächenmäßig die größte Brandkatastrophe des Ortes, fast die gesamte Ortschaft brennt ab, auch der Hof der Herrschaft ist eingeäschert.
- 1816: Feuersbrunst in der Velmerstraße 69 (heute Brennereiweg)
- 1848: Ganz Velm brennt! Zahlreiche Häuser, Scheunen, Schulhaus und auch die Kirche samt den Glocken werden ein Raub der Flammen (die Dächer waren zur damaligen Zeit mit Holzschindeln gedeckt).[20]
- 1857, 1859, 1861, 1668: Immer wieder brennt es im Ort
- 1898: Es brennen Wohnhäuser, Scheunen, Stallungen und Schuppen ab. Der in Himberg stationierte Kompanie der k. & k. Armee gelingt es, den Brand einzudämmen.

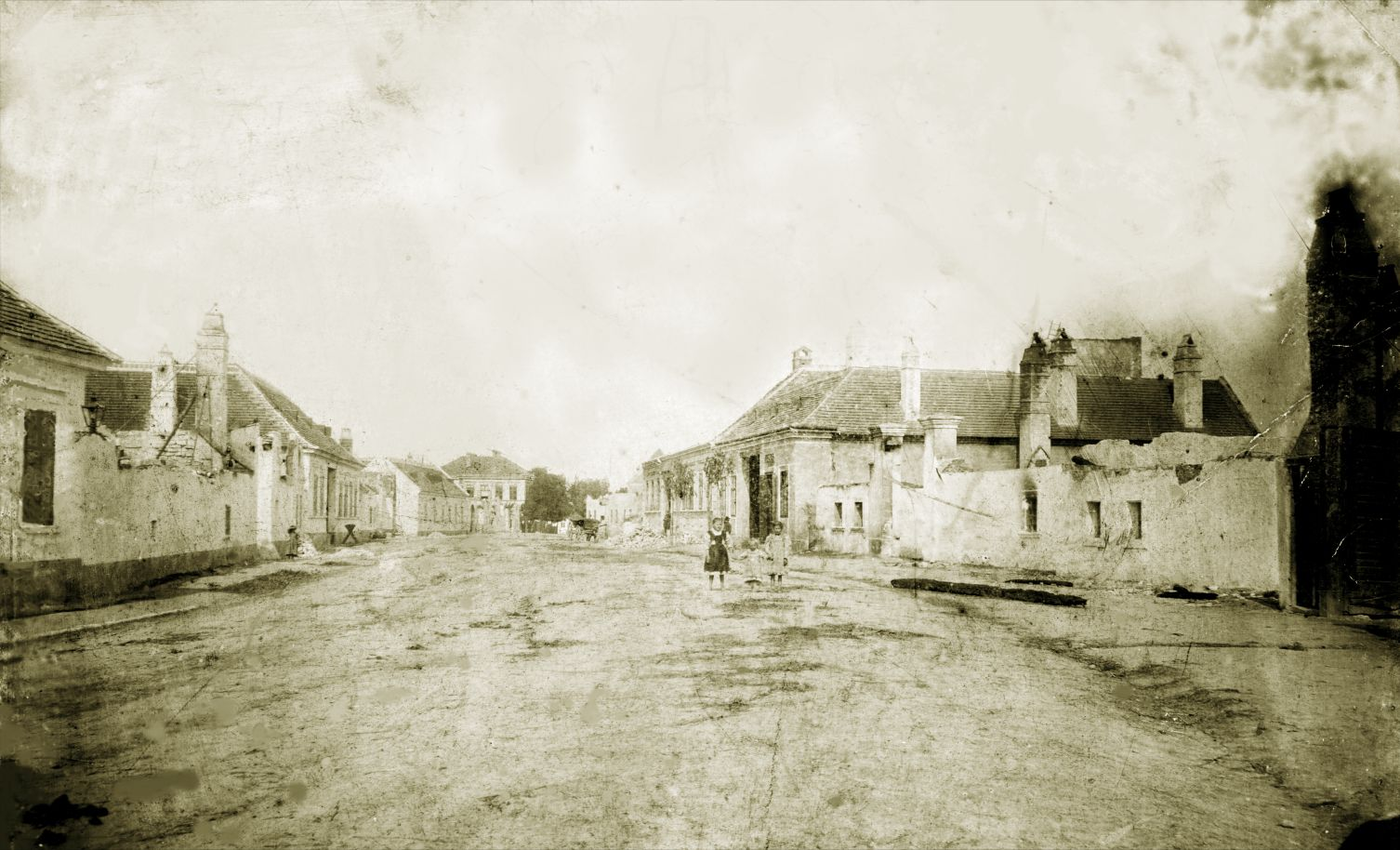
Velm nach dem Großbrand 1898

## Kultur und Sehenswürdigkeiten

### Pfarrkirche St. Nikolaus
- Katholische Pfarrkirche Velm hl. Nikolaus

Das Kirchengebäude selbst wurde um 1575 erbaut, im Jahr 1669 erweitert und dem Hl. Nikolaus geweiht. Erste Überlieferungen aus 1634 berichten, dass von der Herrschaft und Gemeinde ein Kaplan erhalten würde. Zu dieser Zeit wurden hl. Messen nur zu den hohen Feiertagen und Bitttagen zelebriert. Nachweislich gab es um 1764 Gottesdienste auch in der herrschaftlichen St.-Thomas-Kapelle und in der privaten Hauskapelle, die von Aushilfspriestern abgehalten wurden. Für die Velmer Glaubensgemeinschaft war in der Zeit 1754 bis 1938 ein Benefiziant als Aushilfspriester tätig und später ein Kaplan als Kirchenrektor der Pfarre Moosbrunn zuständig. Erste Überlieferungen aus 1634 berichten, dass von der Herrschaft und Gemeinde ein Kaplan erhalten wurde.
Sicher eine Besonderheit der Dorfkirche war der neugotische Hauptaltar mit dem Gnadenbild der Muttergottes „St. Maria de Castagnavizza“ (Maria unter dem Kastanienbaum), geschaffen aus Anno 1686. Das Hochaltarbild aus dem 17. Jh. stellt die Mutter mit dem Jesukinde dar, darunter kniet der hl. Nikolaus. Über ihrem Haupte ist ein Band gemalt mit dem Schriftzug „Du Hilff der Christen bitt für unss 1686 Maria de Castagnavizza“. Aus diesem Jahr und ff. stammen auch die ältesten Kirchenrechnungen für abgehaltene Gottesdienste. Im Zuge der liturgischen Neugestaltung wurde dieser Altar durch einen Marmoraltar ersetzt, dessen Fuß aus einem uralten Taufstein besteht mit einer darüber liegenden Marmorplatte.
Nach der Zweiten Wiener Türkenbelagerung 1683 wurde neben dem Kirchendach auch der Kirchturm erneuert, er bekam einen Turmkopf aufgesetzt. 1693 gehörte dieses Gotteshaus, Nicolaikapelle oder auch Filialkirche genannt, zur Pfarre Traiskirchen bzw. dem Benediktinerstift Melk, nach 1693 zum Bistum Passau und ab 1774 zum Erzbistum Wien. Aufgrund starker Beschädigungen nach dem Großbrand von 1848 musste der hölzerne Kirchturm abgetragen werden, die Kirche wurde im Zuge dessen 1855 um die beiden Seitenschiffe (Marienkapelle und Sakristei) vergrößert.
Im Jahr 1847 wurde direkt neben der Pfarrkirche von der Herrschaft und Gemeinde ein neues Priesterhaus errichtet (ein Raum in dessen Hoftrakt diente bis 15. Oktober 1938 als Gemeindeamt), denn zuvor wurden die Priester notdürftig in Privathäusern der Gläubigen untergebracht. 1885 wurde der heutige Turm mit seinen drei Glocken und dem Zinn-Sterbeglöckerl errichtet (daran erinnert das Stiftungskreuz an der Turmhelmspitze). Heute noch erinnert die eingemauerte Gedenktafel über dem Haupteingang an diesen Bau mit der Inschrift „Erbaut im Jahre des Herrn 1885. Auf Kosten Sr. Hochgeboren des Herrn Johann Freiherrn von SINA und der ehrsamen Gemeinde Velm“. In der Ortskirche befindet sich eine Brüstungsorgel mit 8 Registern, das letzte Werk des berühmten Orgelbauers Josef Seyberth.
Ursprünglich befand sich der Ortsfriedhof rund um die Ortskirche. Bedingt durch die steigenden Einwohnerzahlen musste der Friedhof jedoch erweitert werden. Hinzu kam, dass ringsum der Kirche eine Straßen-Niveauangleichung erfolgen musste. Der Gemeinderat beschloss daher 1898 die bestehenden Begräbnisstätten aufzulassen und den Friedhof an den heutigen Standort (am Ortsrand in Richtung Gramatneusiedl) zu verlegen, wo früher die St. Thomaskapelle stand, die 1830 wegen Baufälligkeit abgerissen worden war.
Velm wurde erst am 1. Jänner 1956 zur eigenständigen Pfarrei erhoben. Im Oktober 1960 wurde der Bau einer Aufbahrungshalle abgeschlossen, diese ersetzte die an gleicher Stelle befindliche Totenkammer. Im Zuge dessen wurde auch die Kirchenmauer versetzt.
Im Zuge des Zweiten Weltkrieges wurden vom NS-Regime unzählige Kirchenglocken zur Metallgewinnung zwangsweise eingezogen. Die Pfarre Velm erhält 1964 ihre neue Kirchenglocke, diese wird am 1. Mai übergeben und ist dem hl. Thomas geweiht.

### Nepomukdenkmal
Der hl. Nepomuk wird als Schutzpatron der Priester verehrt. Er wird um Hilfe im Zusammenhang mit der Wahrung des Beichtgeheimnisses und der dabei notwendigen Verschwiegenheit angerufen. Zudem gilt er als Schutzherr der Schiffer und Flößer sowie als Helfer gegen Wassergefahren und für eine gefahrlose Überquerung von Brücken. Diese Statue hatte ihren ursprünglichen Platz dort, wo heute das Kriegerdenkmal steht. Seit 1923 befindet sich die Statue des hl. Nepomuk direkt bei der Kirche, eingemauert in die Kirchenwand.

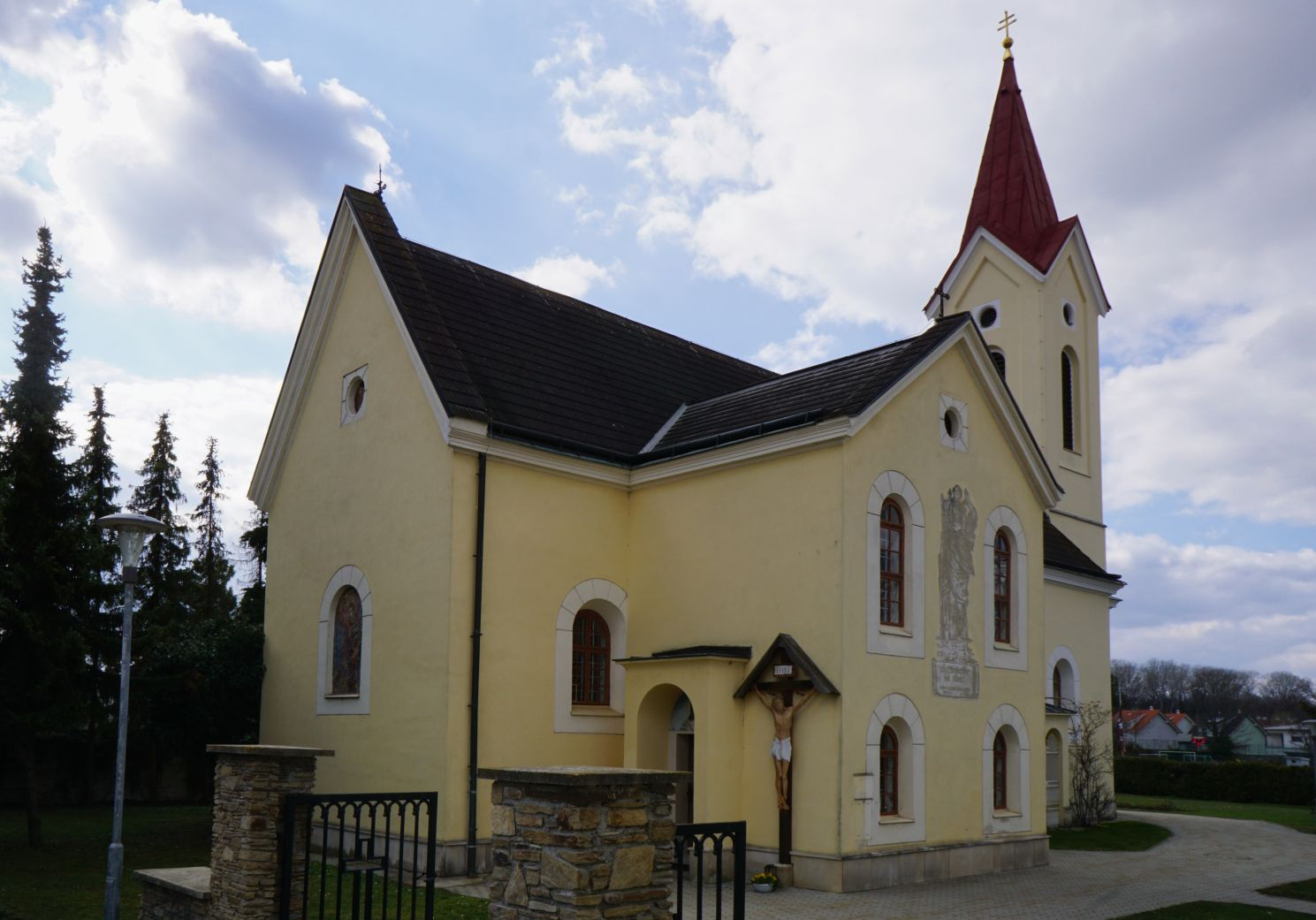
Pfarrkirche St. Nikolaus Zugang Kirchengasse
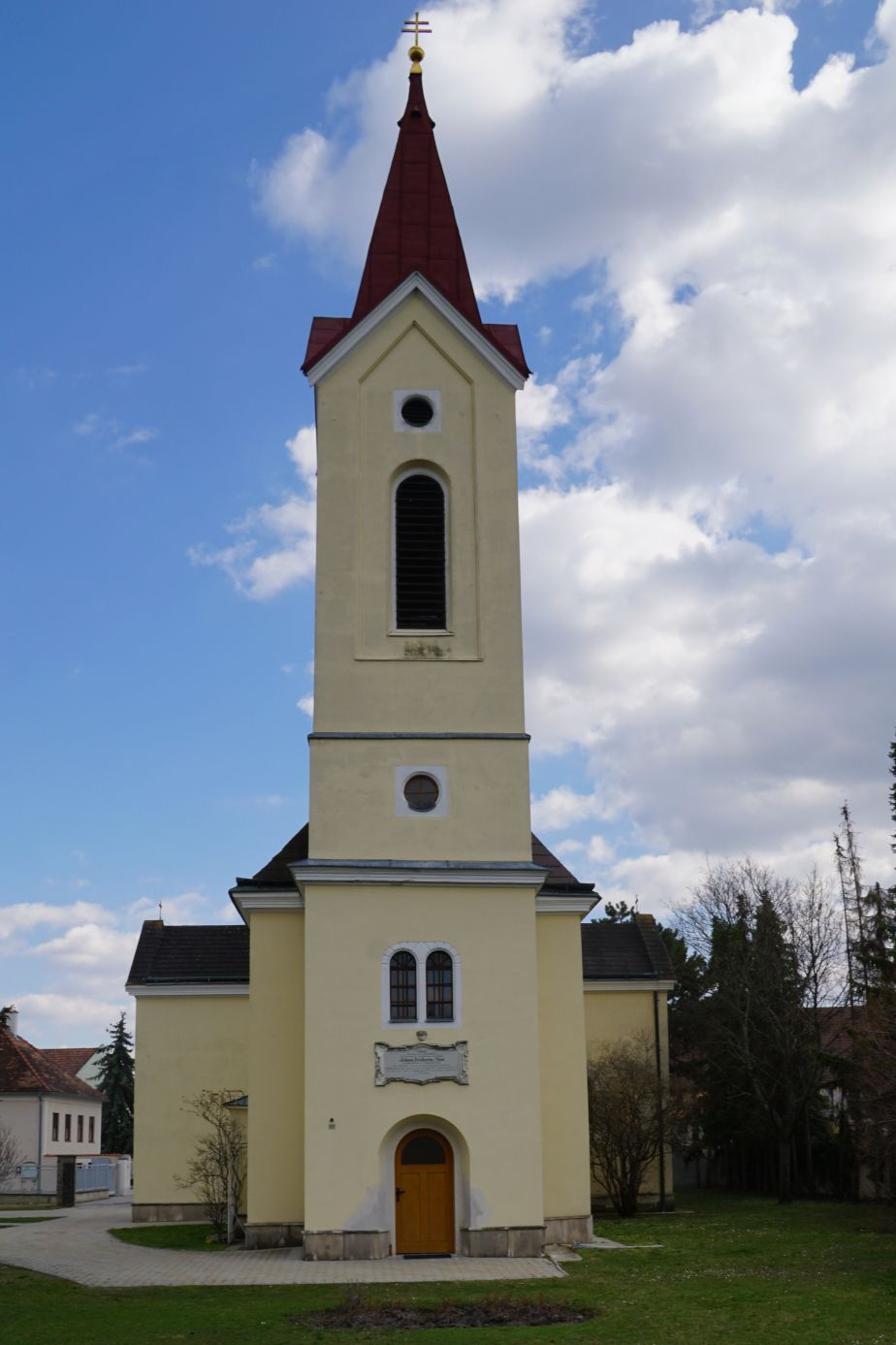
Pfarrkirche St. Nikolaus Kirchturm Haupteingang in die Kirche
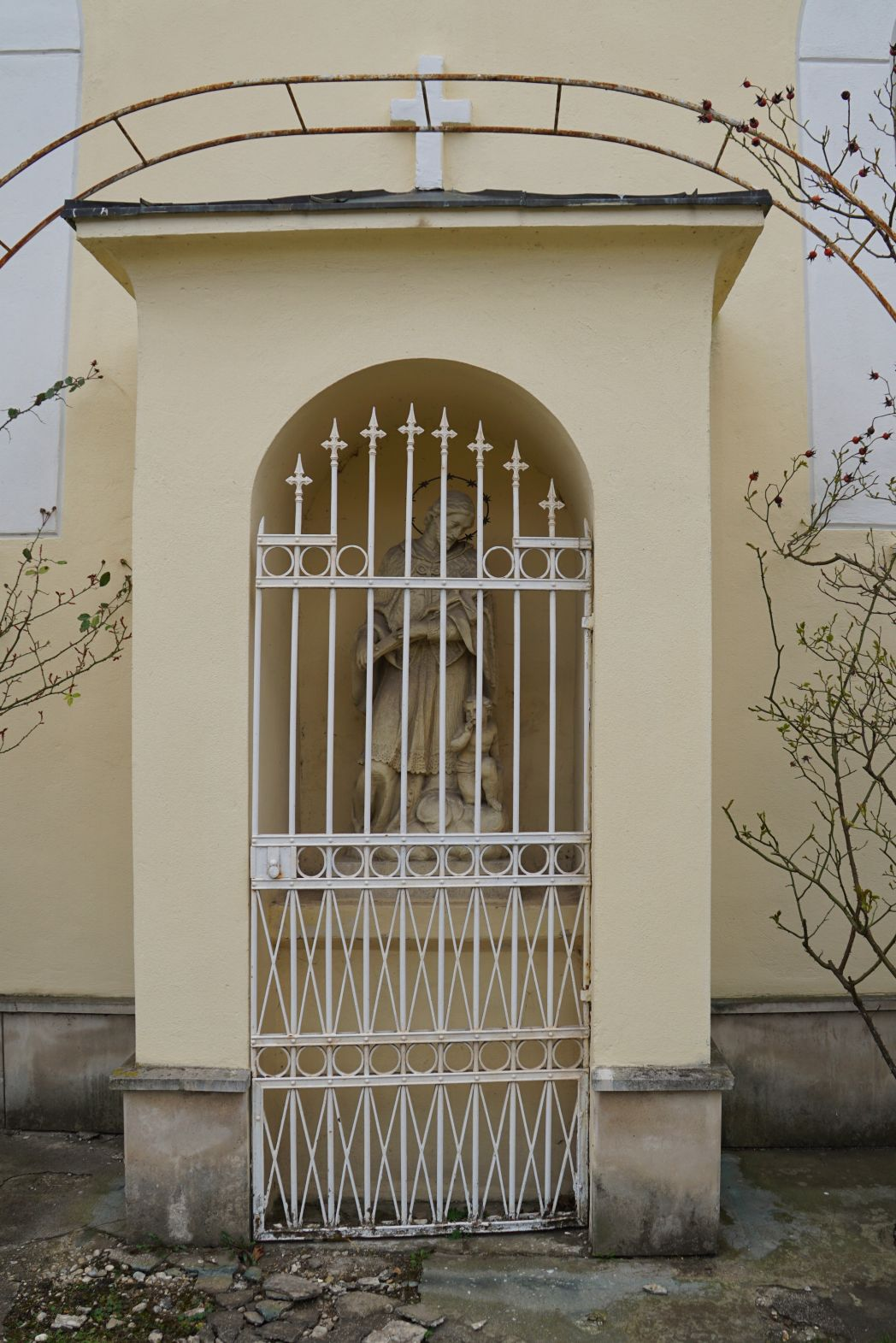
Johannes Nepomuk Denkmal in die Kirchenwand eingemauert

### Schloss Velm (vor 1813 Hof Velm genannt)
Dieses Gebäude ist das älteste des Ortes. Es war der Hof- und Sitz der Herrschaft, so bekam es ursprünglich die Hausnummer 1. Bedingt durch die Neunummerierung der Ortsstraße hat es heute die Adresse Velmerstraße 52-54. Überliefert ist, dass der erste Velmer den Namen Marquard de Velwen trug, der Chronist Schweikhart jedoch nennt Ulrich der VELBER als ersten Hofbesitzer im Jahr 1370.
Vor allem Großbrände und Plünderungen durch Eindringlinge aus dem Osten haben dem Hof immer wieder erheblich beschädigt. So hat das Schloss im Zeitverlauf sein Aussehen verändert, es wurde vielfach umgebaut und auch vergrößert. U. a. tobte in Velm anno 1813 ein fürchterlicher Großbrand, der den ganzen Ort traf. Der damals bestehende großräumige Hof erforderte einen Wiederaufbau von Grund auf, so entstand weitgehend das heutige Erscheinungsbild des Schlosses im Stil des Frühbiedermeiers. Besonders erwähnenswert ist vor allem das Adelsgeschlecht von Troll (Ende 18. Jh.), Freyherr Johann von Sina (1845) und die englischen Adeligen der Smallbones (1866–1894), die diesem Herrschaftsgebäude das heutige Aussehen verliehen haben.
Nach dem Ende der Adelschaft in Velm erwarb der Industrielle Heinrich Mendel (Brot- und Gebäck-Fabrik von Heinrich & Fritz Mendl, später 1933 Ankerbrot) das Anwesen. In der Zeit des Nationalsozialismus (1938–1945) wird im Rahmen der „Arisierung“ das Gebäude als Nazi-Besitz eingezogen. Während des Zweiten Weltkrieges annektierte die russische Besatzung das Schloss als Verwaltungsgebäude. Nach Abzug der Besatzungsmächte wurde das verwahrloste Gebäude Mitte der 1960er-Jahre renoviert. Seit 1953 befindet sich diese Immobilie in Privatbesitz.

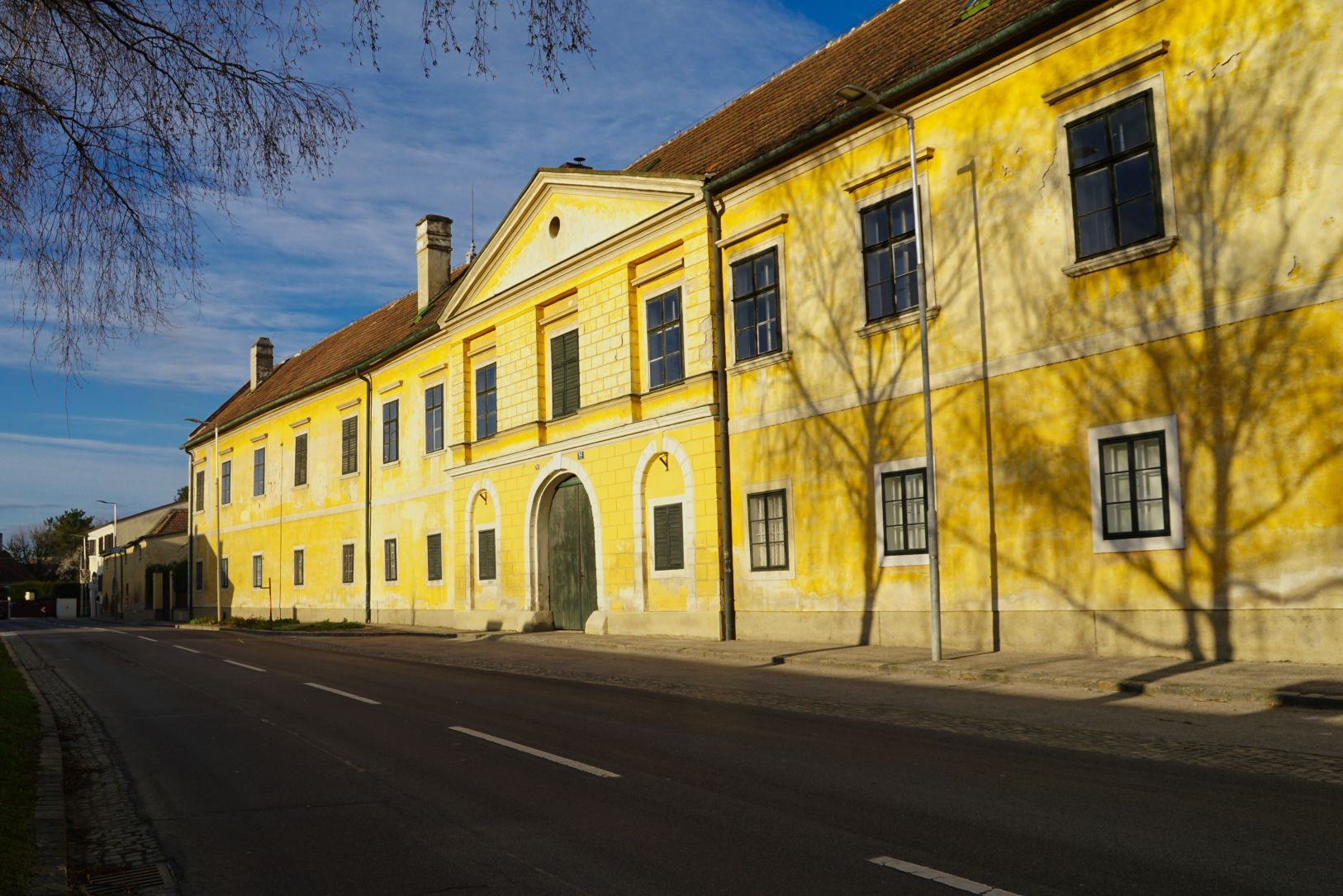
Schloss Velm Velmerstraße Foto Nr. 1
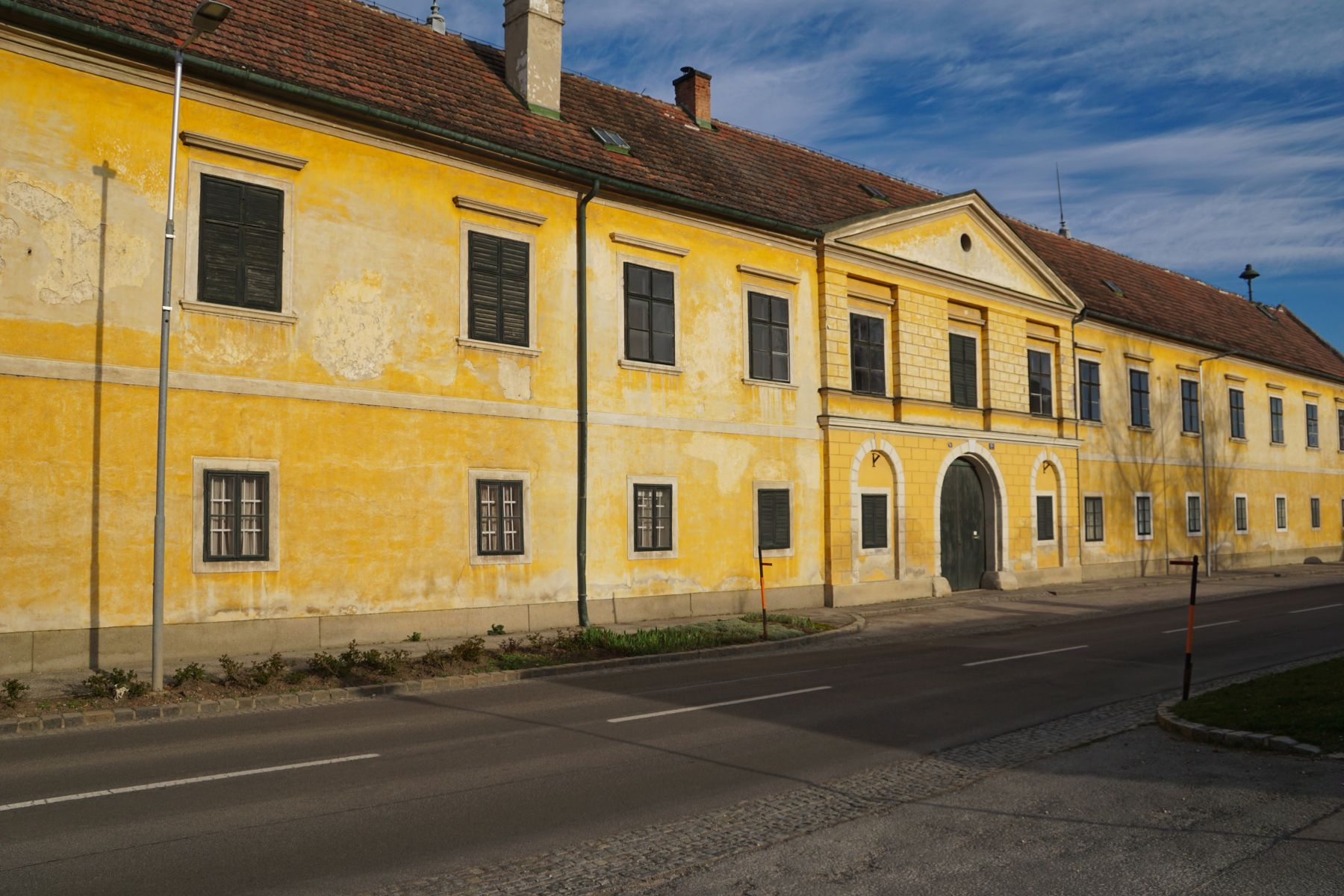
Schloss Velm Velmerstraße Foto Nr. 2

### Getreidemühle (ab 1919 Fabrik genannt)
Im späten Mittelalter (Ende 15./Anfang 16. Jh.) betreibt die Herrschaft bereits eine Mühle am Kalten Gang. Thomas und Margaretha Steuffenberger werden als erste Pächter genannt. 1503 geht die Mühle an Heinrich Arnholt. In der Theresianische Fassion (Steuerkataster aus 1751) ist zu lesen, dass abhängig vom Wasserstand in vier oder 2 Gängen gemahlen wird. Mitte des 18. Jh. betrieb die Mühlenmeisterin Theresia Muck die Mühle, bis diese 1877 an die Eheleute Leopold & Rosa Hofbauer übertragen wurde, die das Anwesen in eine Börtelfabrik umfunktionierten. Im Zuge dieser Umbauarbeiten der Produktionsanlagen kam 1919 Viktor Kaplans Turbine erstmals zum Einsatz und wurde hier getestet.

### Sakrale Kleinbauten und Gedenkstätten
- Pestsäule: Nach Erlöschen der Pest 1733 aus Dankbarkeit errichtet beim Eingang zum „Pestfriedhof“. Dieser befand sich in unmittelbarer Nähe von Velmerstraße 69. Seit 1999 befindet sich diese Gedenkstätte am Umkehrplatz gegenüber der Velmer Kreuzlacke.
- Dreifaltigkeitssäule: Dieses Symbol der christlichen Einheit Vater, Sohn, Hl. Geist befand sich ursprünglich bei der Kirchenlacke, die 1979 zugeschüttet wurde. Heute befindet sich dieses Denkmal am nördlichen Ortseingang Velms bei der Stadelgasse/Friedhofgasse.
- Hahnkreuz: Der Hahn wurde schon vor Jahrtausenden von den Römern und den Germanen verehrt. Er kündet das Licht an – so ist er der Erste, der das Ende der Nacht ankündigt und im christlichen Glauben jener, der die Auferstehung von Jesus Christus nach dem Tod am Kreuz verkündet. Diese Gedenkstätte befindet sich am Ackerrand, etwa 300 m vor der Ortseinfahrt (von Himberg kommend). Vor 1942 stand hier ein Holzkreuz, nach dessen Zerstörung im Zweiten Weltkrieg wurde es in Stein gefertigt.
- Kriegerdenkmal: Errichtet 1923 zum Gedenken an die gefallenen und vermissten Soldaten des Ersten Weltkrieges. 1958 wurde das Denkmal zur Erinnerung an die Gefallenen des Zweiten Weltkrieges erweitert. Die ursprüngliche Inschrift „Den Toten des großen Krieges 1914–1918“ wurde abgeändert auf „Den Helden beider Weltkriege. Gewidmet von der Gemeinde Velm und deren Mitbürger. Renov. 1958“.
- Donatussäule: In Niederösterreich wird der Hl. Donatus als Schutzpatron gegen Unwetter, Blitzschlag, Hagel und Feuer verehrt. Sie wurde 1878 errichtet und befindet sich am Ackerrand, zwischen Neuhof- und Schneidergrabensee.
- Halter Resl Kreuz: Ist dem Gedenken an Theresia Arnter, die Tochter des Halters gewidmet. Sie wurde hier tot aufgefunden. Der Legende nach hatte ein Liebesstreit zu ihrer Ermordung geführt. In Vorzeiten war der sogenannte „Halter“ (zu hochdeutsch: Hirte) ein angesehener Angestellter, der den Gemeindestier versorgte und für den Fortbestand der Zucht verantwortlich war. Diese Gedenkstätte befindet sich am Rand eines Hains auf der L2005 beim Fasanensee.
- Kaplan-Denkmal: wurde 1961 errichtet zu Ehren Viktor Kaplans, der seine Turbine 1919 in der Börtel- und Strickgarnfabrik der Firma Hofbauer in Velm erstmals eingesetzt hat. Das Besondere seiner Konstruktion dieser Turbine ist die Möglichkeit die Flügel im Winkel zu verstellen, dies verbessert den Wirkungsgrad maßgeblich. Diese revolutionäre Erfindung hat die Stromgewinnung aus Wasserkraft massiv vorangetrieben. Noch heute werden Turbinen nach diesem technischen Konzept gefertigt. Seine Turbine war in Velm bis 1955 in Betrieb, heute befindet sich diese Turbine vor dem technischen Museum in Wien.
- Hans Fellner Gedenkstein: Im Jahr 1951 wurden zum Zwecke der Erweiterung des Velmer Ortsgebietes dringend Grundstücke benötigt. Nachdem die Gemeinde Wien (Velm war bis 1954 als 23. Bezirk eingegliedert) sich weigerte dafür Grundstücke abzutreten, ermöglichte Hans Fellner durch Verkauf von Ackerland die nördliche Siedlungserweiterung von Velm. Dieser Gedenkstein befindet sich am Beginn der Siedlungsstraße.
- Blitzsäule: In der Nähe der Kalten Gang Brücke erinnert dieses Denkmal an ein Unglück, geschehen im Jahr 1877, bei dem ein Knecht samt Gespann vom Blitz getroffen und getötet worden war.

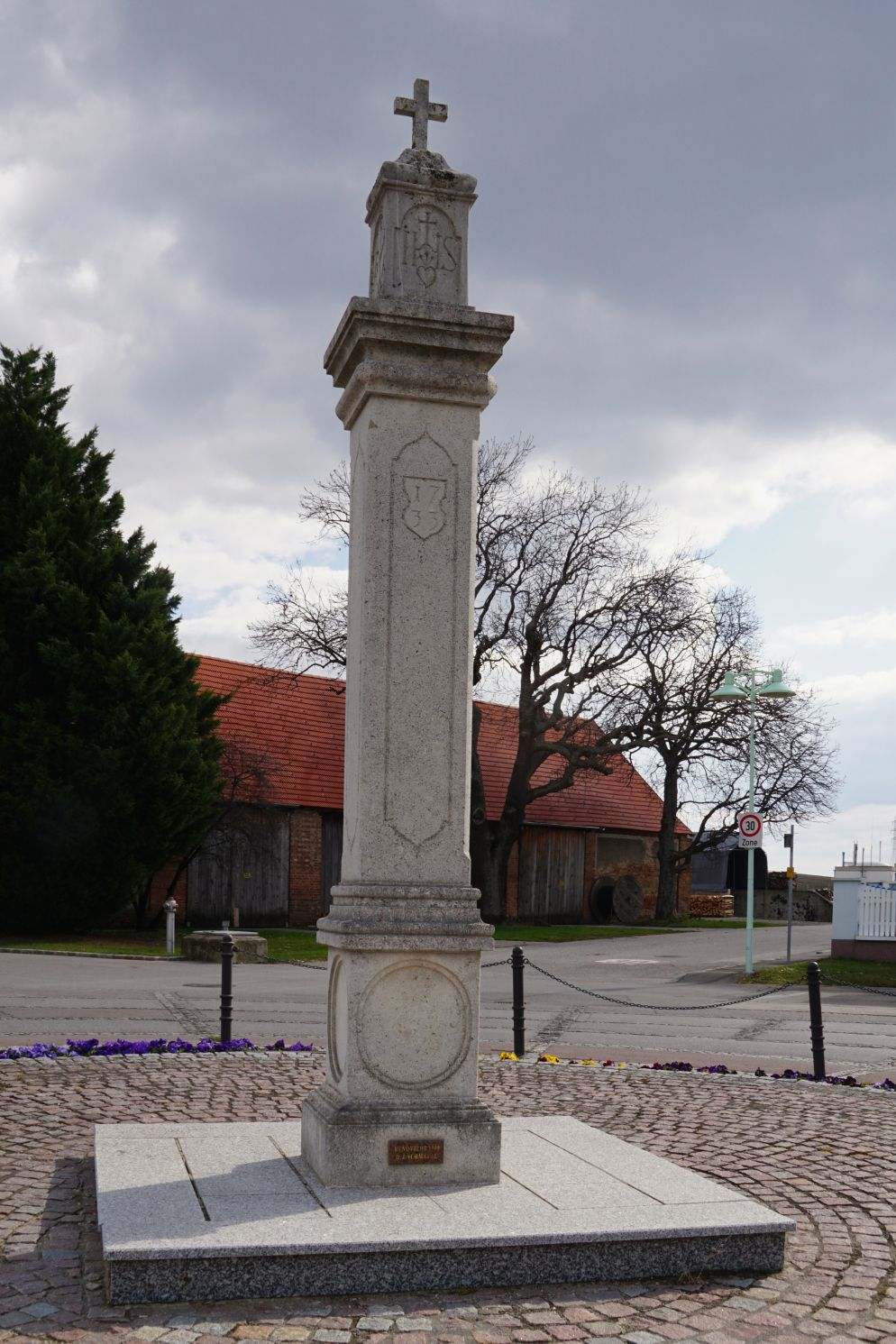
Pestsäule am Umkehrplatz
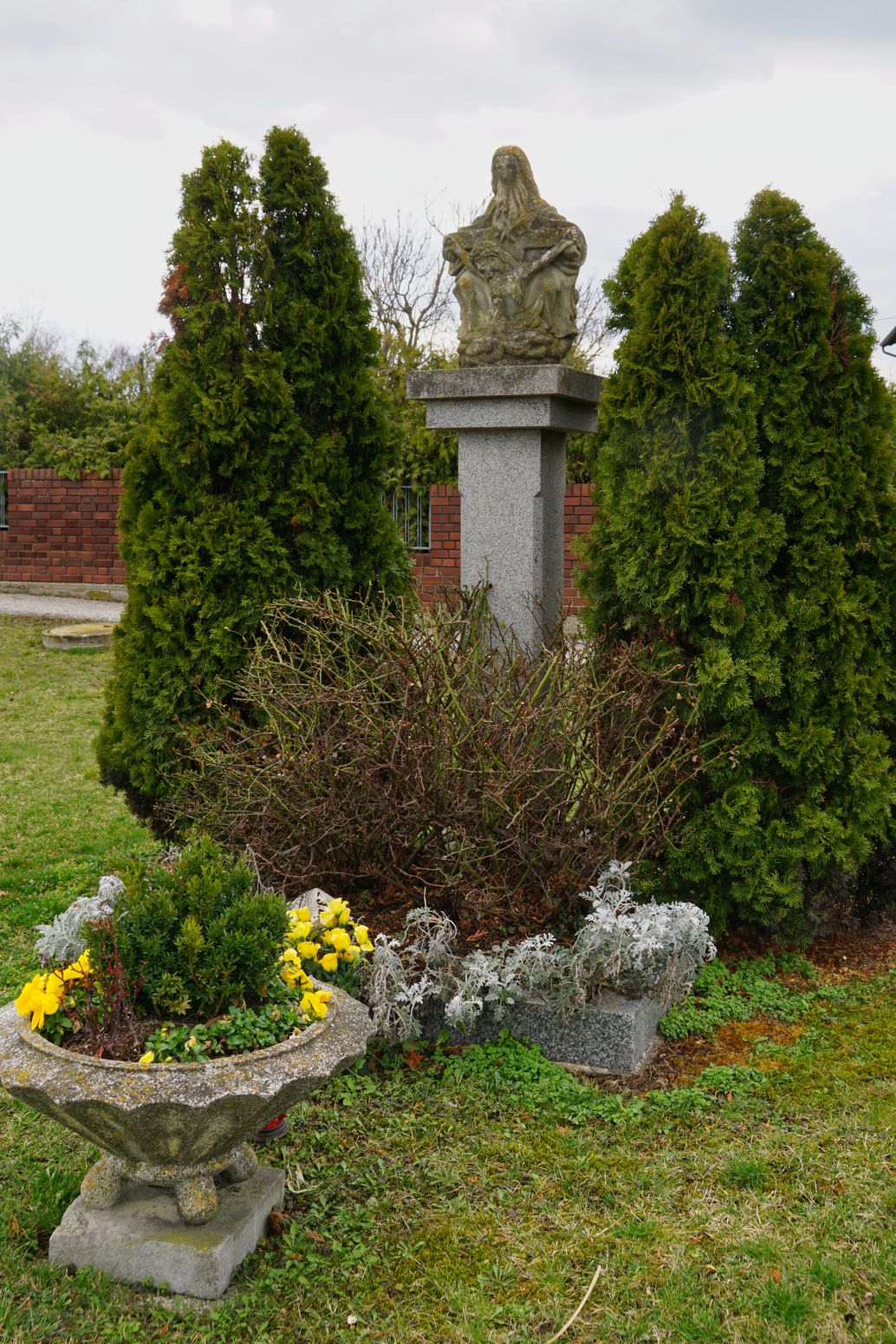
Dreifaltigkeitsäule
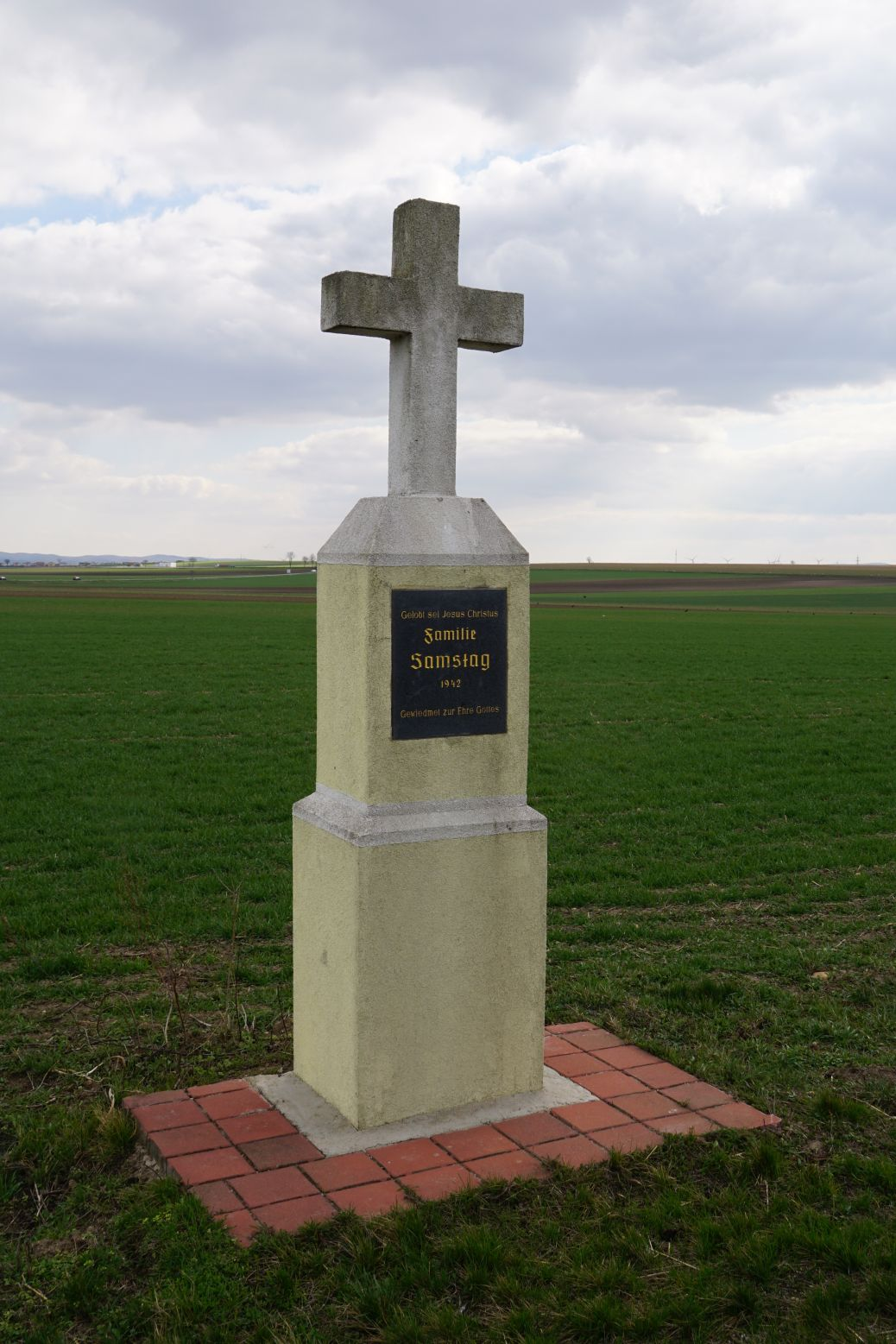
Hahnkreuz bei Landesstraße 200 m vor Ortseinfahrt
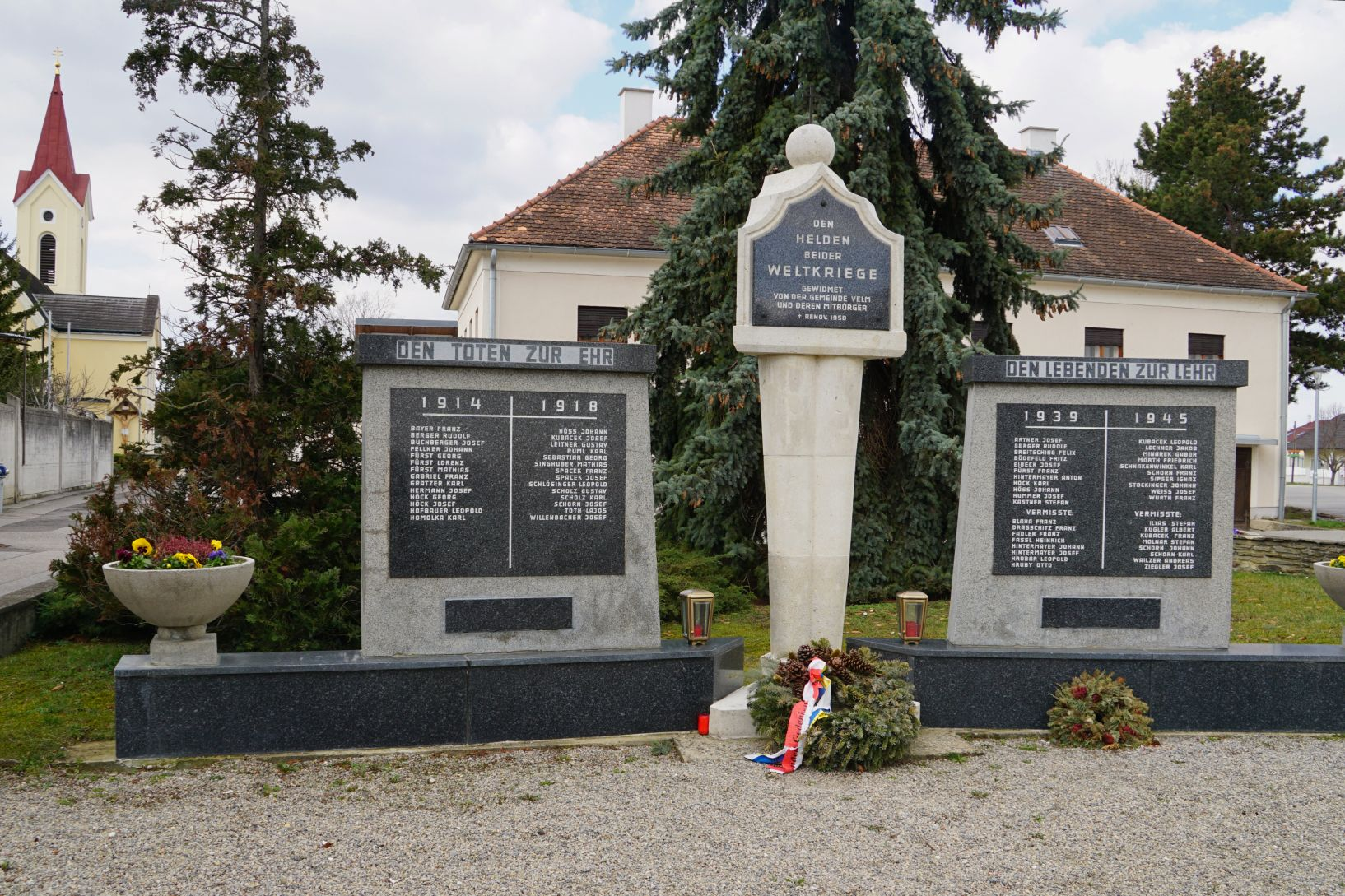
Kriegerdenkmal bei der Kirche
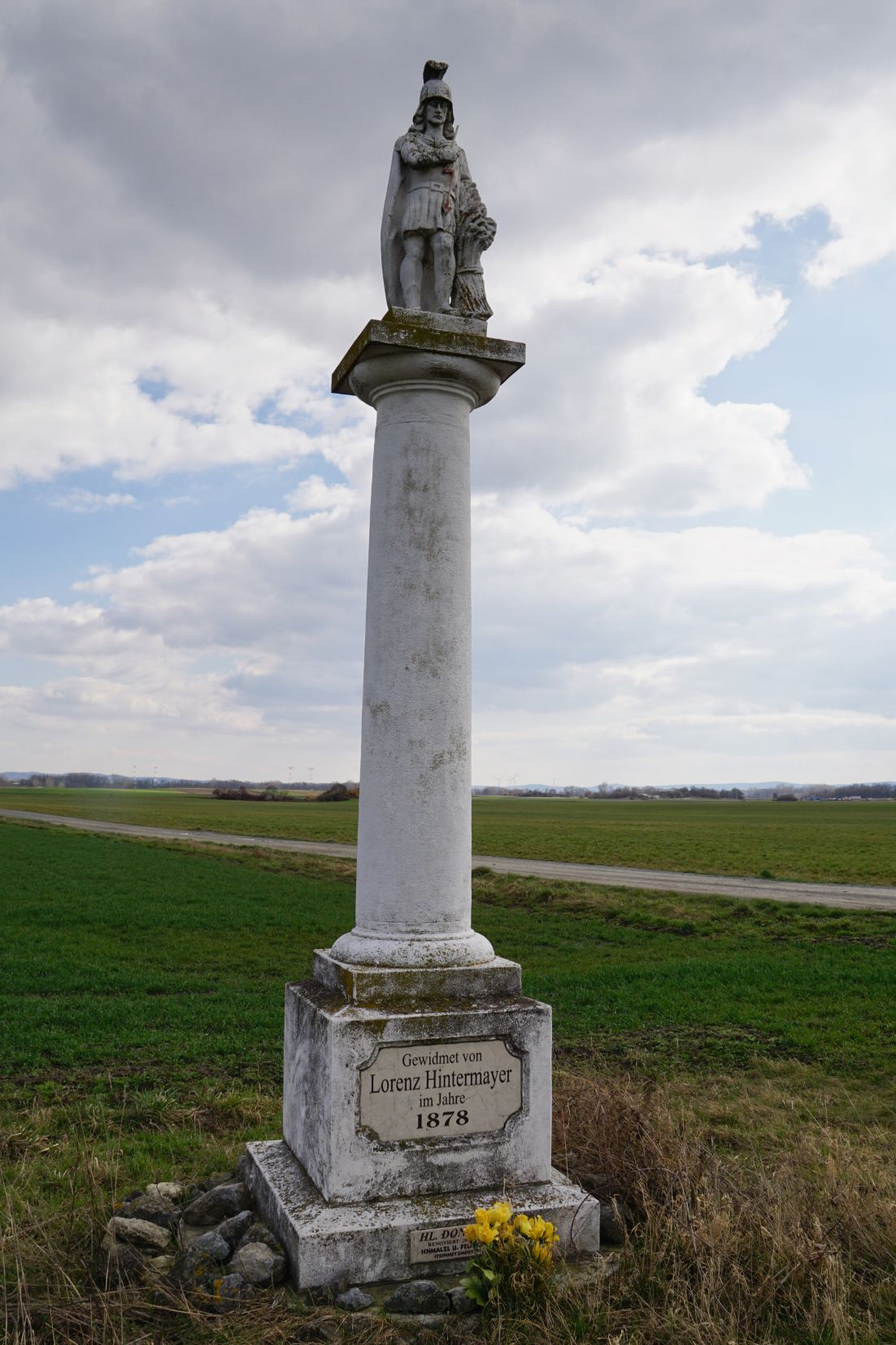
Donatus-Statue nahe Schneidergrabensee
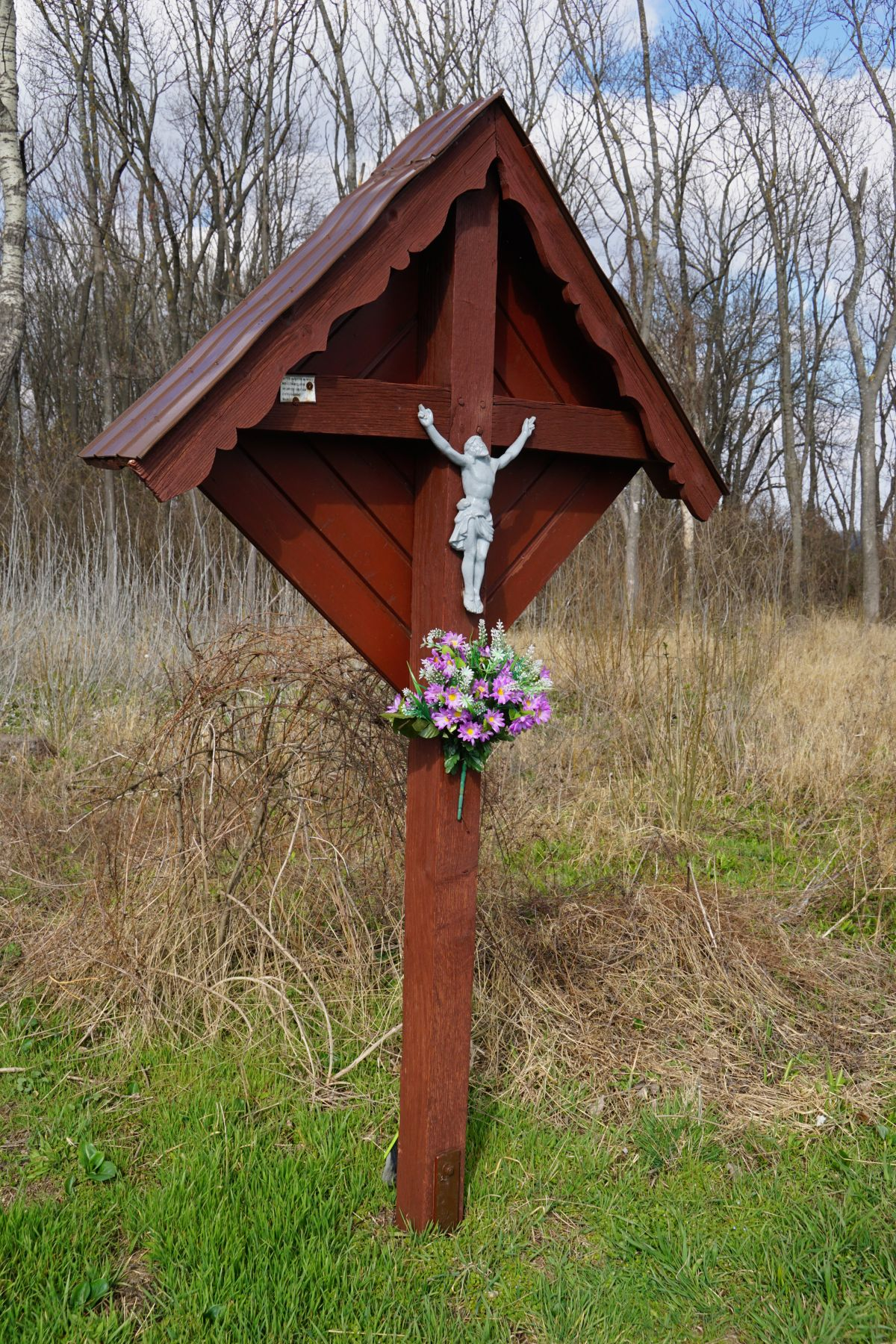
Halter-Resl-Kreuz beim Fasanensee
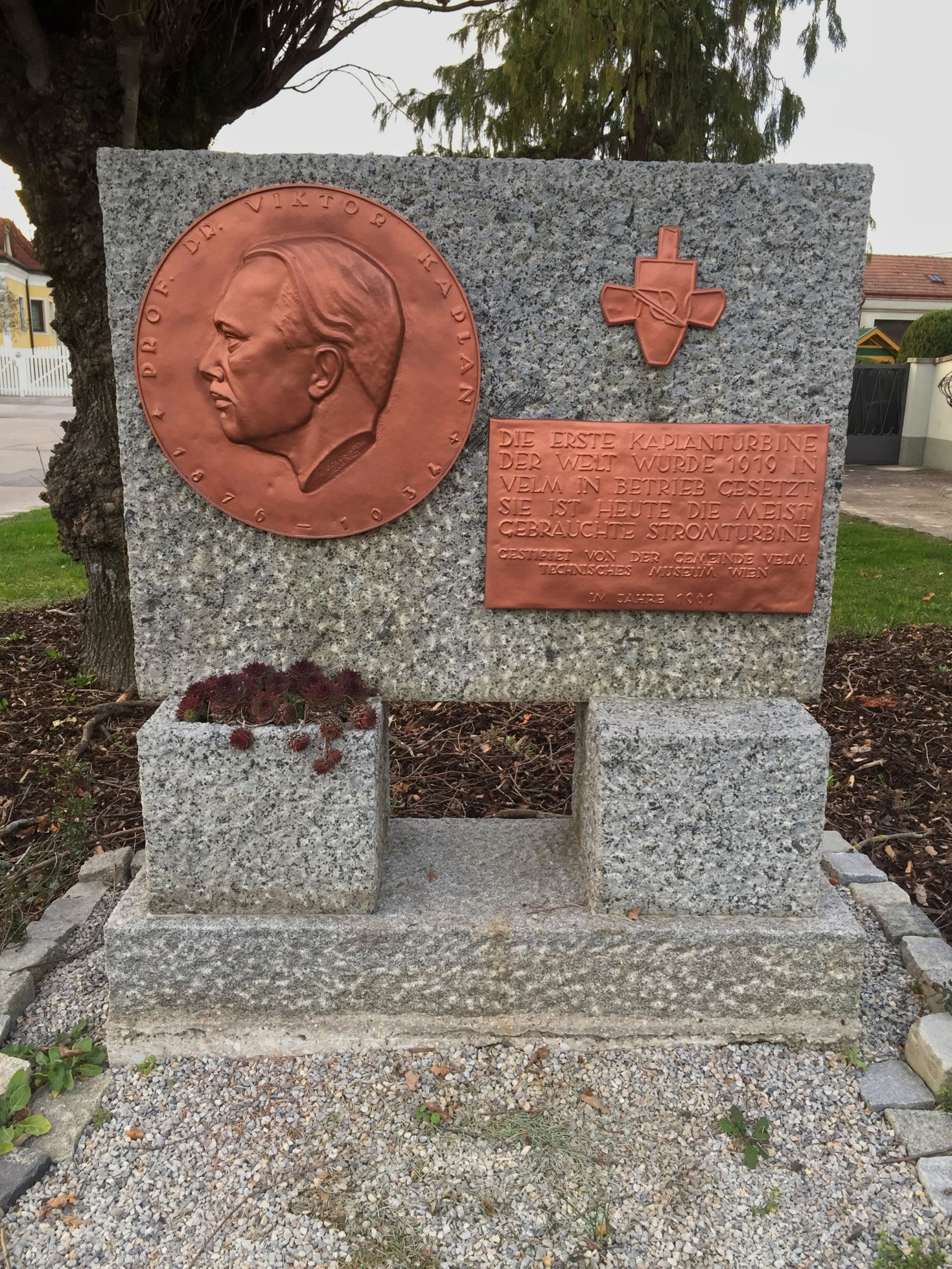
Viktor-Kaplan-Denkmal
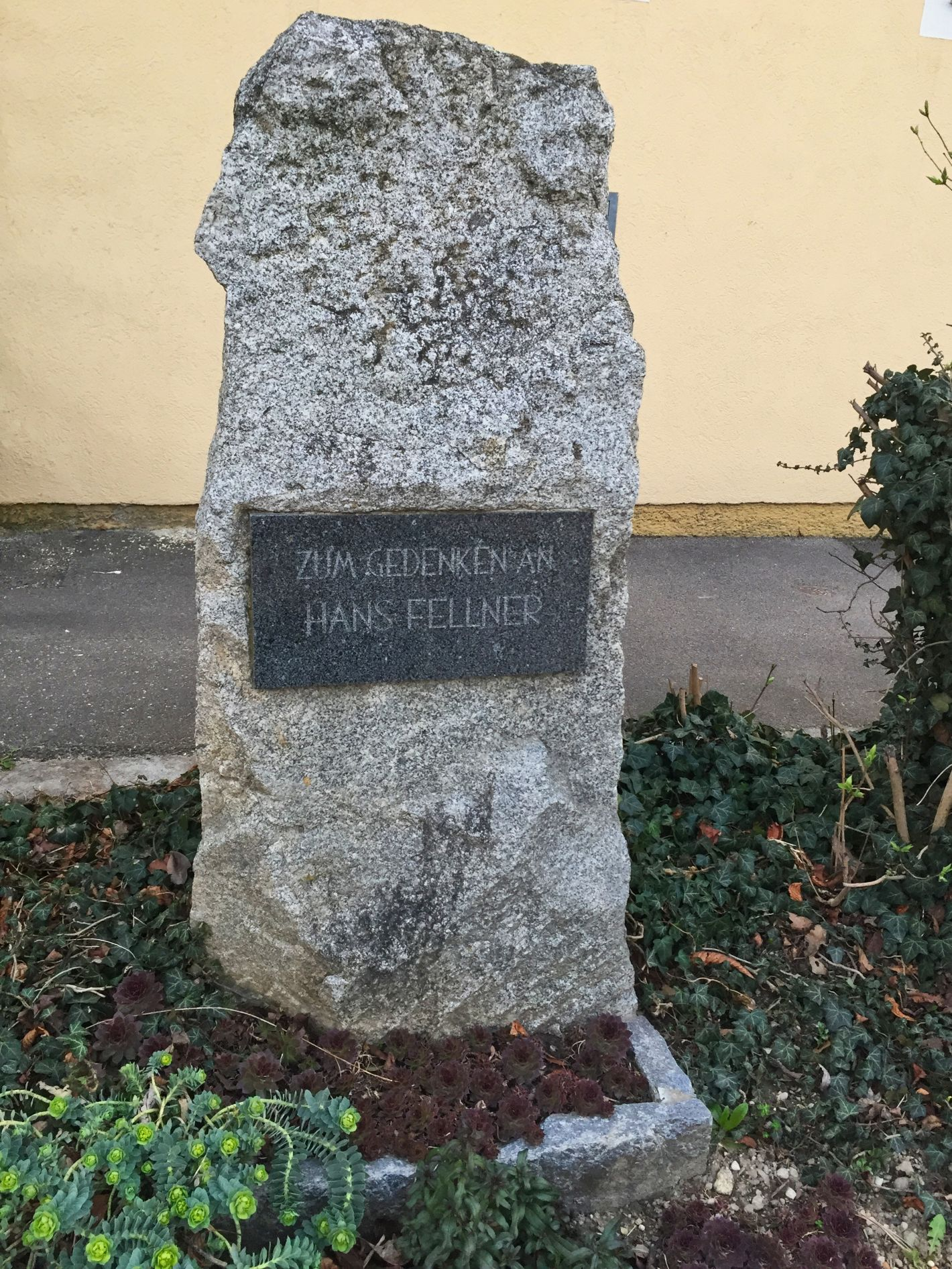
Hans-Fellner-Gedenkstein
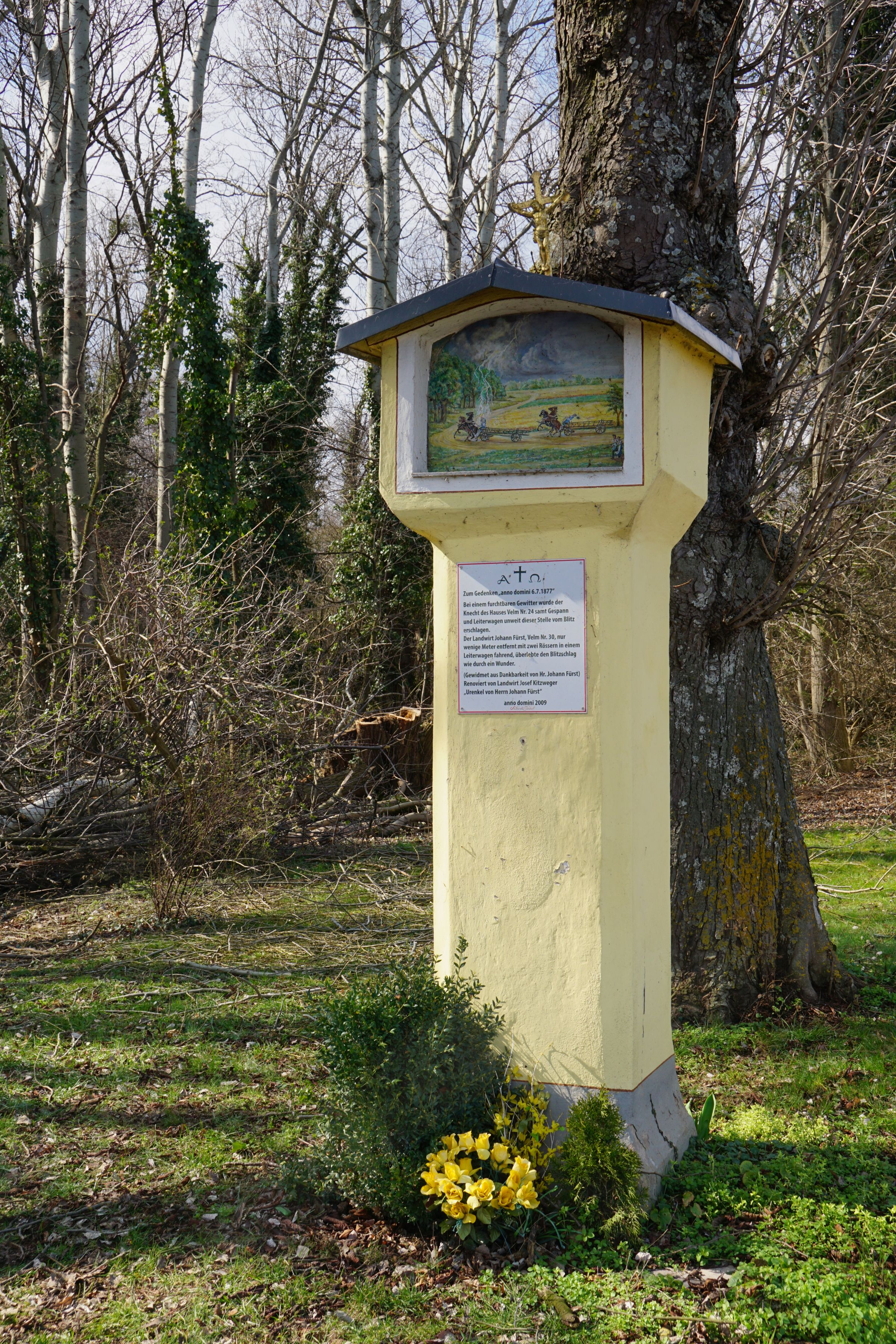
Blitzsäule

### Weitere Sehenswürdigkeiten
- Ziegelbrennerei
- Strumpfgarnfabrik der Fa. Hofbauer
- Neolithische Kreisgrabenanlage

## Persönlichkeiten
- Franz Christoph (1877–1946), Politiker der Sozialdemokratischen Arbeiterpartei Österreichs

## Freiwillige Feuerwehr Velm (Velmerstraße 24)
Der Ort hat im 19. Jahrhundert wiederholt schwere Schicksalsschläge bedingt durch immer wiederkehrende Großbrände erfahren. Die ansässige Ortsbevölkerung setzte sich deshalb für die Schaffung einer eigenen Feuerwehr ein, wodurch letztendlich 1889 die örtliche Freiwillige Feuerwehr gegründet wurde. Erster Hauptmann und Gründungsvater wird der damalige Herrschaftsbesitzer George Paul Smallbones.
Das erste Feuerwehrhaus befand sich im Oberort (heute Velmerstraße 69). In den 1970er-Jahren musste der bereits sehr baufällige Holzturm abgetragen und das Haus niedergerissen werden. Die Bauarbeiten für das neue Ersatzgebäude dauerten über zwei Jahre an, doch Ende August 1975 kann nach feierlicher Einsegnung der Betrieb im neuen Haus aufgenommen werden. Das bestehende Feuerwehrhaus stieß bald an seine Grenzen und erfuhr deshalb im Jahr 1991 eine Erweiterung um Mannschaftsraum, Garderobenräume, Büro, Küche und Sanitäranlagen.
2014 bekommt die Feuerwehr für die Einstellung der Löschfahrzeuge eine neue Fahrzeughalle. Diese wird im hinteren Trakt des Gebäudes angebaut. Um das Training für Feuerwehrleistungsbewerbe zu ermöglichen, kommt auch eine daran anschließende Übungswiese hinzu. Heute zählt die Ortsfeuerwehr einen Mannschaftsstand von 57 aktiven Feuerwehrkameraden (Stand 2019).

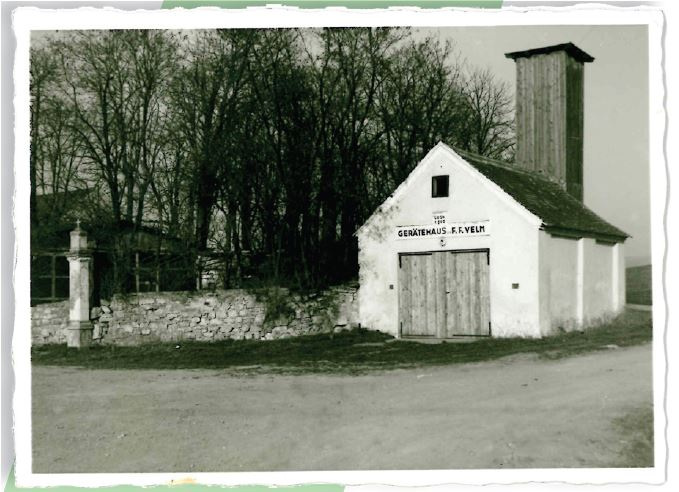
Das Feuerwehrhaus in den 1920er-Jahren
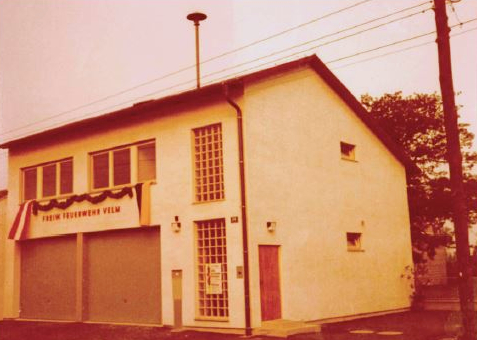
Das Feuerwehrhaus Ende der 1970er-Jahre
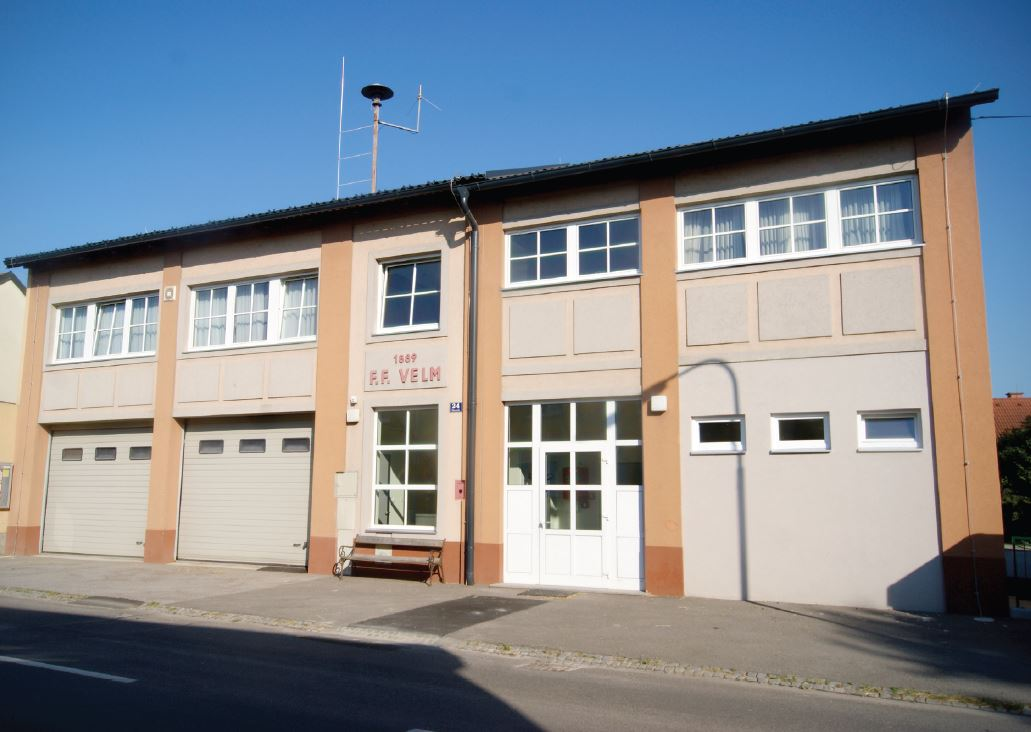
Fertigstellung erster Zubau 1991
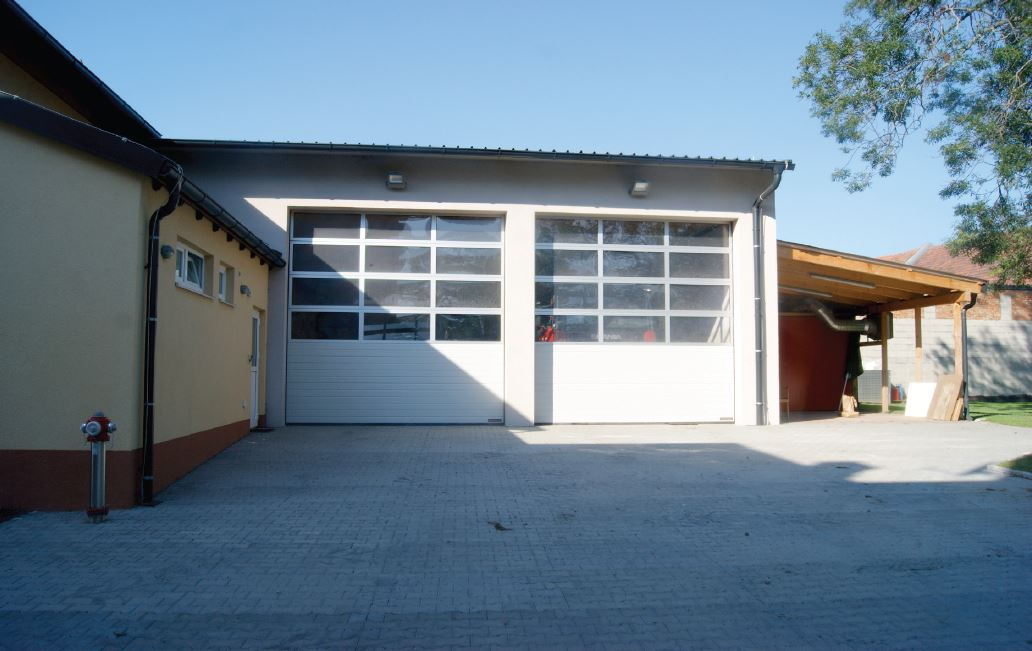
Neue Fahrzeughalle der Freiwilligen Feuerwehr Velm 2014